# Olympische Sommerspiele 1972
| Medaillenspiegel               | Medaillenspiegel   | Medaillenspiegel | Medaillenspiegel | Medaillenspiegel | Medaillenspiegel |
| Platz                          | Land               | G                | S                | B                | Ges.             |
| ------------------------------ | ------------------ | ---------------- | ---------------- | ---------------- | ---------------- |
| 1                              | Sowjetunion        | 50               | 27               | 22               | 99               |
| 2                              | Vereinigte Staaten | 33               | 31               | 30               | 94               |
| 3                              | DDR                | 20               | 23               | 23               | 66               |
| 4                              | BR Deutschland     | 13               | 11               | 16               | 40               |
| 5                              | Japan              | 13               | 8                | 8                | 29               |
| 6                              | Australien         | 8                | 7                | 2                | 17               |
| 7                              | Polen              | 7                | 5                | 9                | 21               |
| 8                              | Ungarn             | 6                | 13               | 16               | 35               |
| 9                              | Bulgarien          | 6                | 10               | 5                | 21               |
| 10                             | Italien            | 5                | 3                | 10               | 18               |
| …                              | …                  | …                | …                | …                | …                |
| 26                             | Schweiz            | –                | 3                | –                | 3                |
| 31                             | Österreich         | –                | 1                | 2                | 3                |
| Vollständiger Medaillenspiegel |                    |                  |                  |                  |                  |

Die Olympischen Sommerspiele 1972 (offiziell Spiele der XX. Olympiade genannt) fanden vom 26. August bis zum 11. September 1972 in München statt. Das IOC vergab sie am 26. April 1966 an München, das sich gegen die Mitbewerber Montreal, Madrid und Detroit durchsetzte.
Die meisten Wettkämpfe wurden im Olympiapark München ausgetragen, mit dem Olympiastadion als zentrale Arena. Kiel-Schilksee war der Veranstaltungsort der Segelwettbewerbe. Die Wettbewerbe im Kanuslalom wurden in Augsburg ausgetragen. Die Fußballspiele fanden auch in Nürnberg, Augsburg, Ingolstadt, Regensburg und Passau statt.
Überschattet wurden die Spiele durch das Münchner Olympia-Attentat vom 5. September 1972, bei dem elf israelische Athleten zunächst als Geiseln genommen und dann ermordet wurden. Die Spiele wurden nach einem Trauertag dennoch fortgesetzt.
Mit 121 teilnehmenden Mannschaften und 7170 Athleten stellten die Spiele von München einen neuen Teilnehmerrekord auf. Der herausragende Sportler der Spiele war der US-amerikanische Schwimmer Mark Spitz, der sieben Goldmedaillen gewann. Die Kunstturnerin Karin Janz aus der Deutschen Demokratischen Republik war mit zwei Gold-, zwei Silber- und einer Bronzemedaille die erfolgreichste deutsche Athletin.

## Wahl des Austragungsortes
|              | 1. Wahlgang | 2. Wahlgang |
| ------------ | ----------- | ----------- |
| München      | 21          | 31          |
| Montreal     | 16          | 15          |
| Madrid       | 16          | 13          |
| Detroit      | 6           |             |
| Enthaltungen | 2           |             |

Die Idee, München zum Austragungsort der Olympischen Sommerspiele zu machen, stammte von Willi Daume, dem Präsidenten des Nationalen Olympischen Komitees. Am 28. Oktober 1965 teilte er dem Münchner Oberbürgermeister Hans-Jochen Vogel seine Pläne mit. Viele Mitglieder des Internationalen Olympischen Komitees (IOC) seien nach der Anerkennung einer eigenen Olympiamannschaft der DDR bereit, sich für die Bundesrepublik Deutschland einzusetzen. Die Aussichten, die Spiele ins eigene Land zu holen, seien deshalb gut, aber in Frage käme dafür nur München. Hans-Jochen Vogels Einwand, München besitze praktisch keinerlei Anlagen für Olympische Spiele, entgegnete Willi Daume mit der Feststellung, dies sei eher ein Vorteil, weil das IOC lieber neue Stadien sehe als alte. Dem Oberbürgermeister war schnell klar, dass München damit eine große Chance geboten wurde.

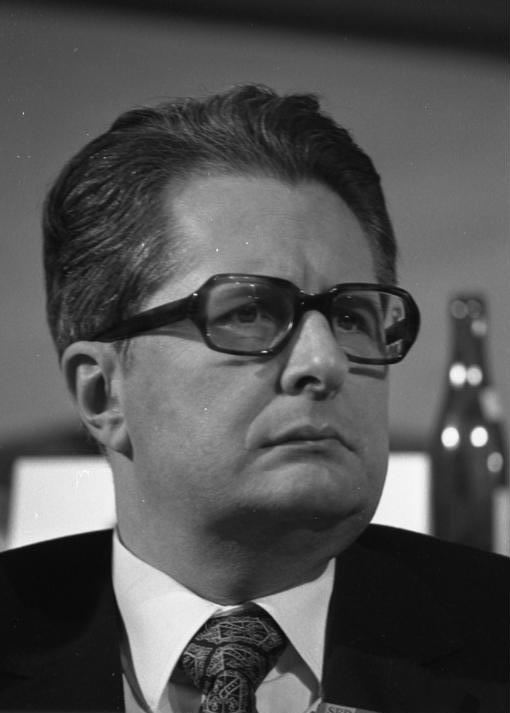
Der damalige Münchner Oberbürgermeister Hans-Jochen Vogel im Jahr 1973

Im Falle eines Erfolges würden auf die Stadt eine sechsjährige Phase enormer Belastungen und hoher finanzieller Aufwand zukommen. Auf der anderen Seite würden aber in einem kurzen Zeitraum und mit einem festen Fertigstellungstermin viele neue Anlagen geschaffen, welche die Stadt seit langem benötige. Da die Austragung der Olympischen Spiele in München also eine zusätzliche Schubkraft für die Entwicklung der Stadt bedeuten würde, stimmte der Oberbürgermeister der Bewerbung zu. Binnen weniger Wochen folgte auch die Zustimmung des Bundes, des Landes, des Nationalen Olympischen Komitees und auch des Stadtrats. Die Bewerbung wurde am 31. Dezember 1965 eingereicht, obwohl das IOC die Frist auf Bitten aus Wien, Amsterdam und Detroit bis zum 20. Januar 1966 verlängert hatte. Da die niederländische Regierung aber die Finanzierung ablehnte, kam es zum Rückzug der Amsterdam-Bewerbung (mit der Ankündigung, sich für 1976 erneut bewerben zu wollen).
In der 65. IOC-Sitzung in Rom fiel am 26. April 1966 die Entscheidung. Zur Wahl standen Detroit, Madrid, Montreal und München. 61 stimmberechtigte IOC-Mitglieder waren anwesend; um ein endgültiges Ergebnis zu erzielen, mussten mindestens 31 Mitglieder für eine Bewerberstadt stimmen. Vor der Entscheidung stellten sich die Bewerberstädte mit je einem Kurzfilm und einer Rede vor. Hans-Jochen Vogel sprach sechs Minuten lang frei auf Englisch, Willi Daume drei Minuten lang auf Französisch. Beide konnten sich so gegen die abgelesenen Reden ihrer Mitbewerber durchsetzen. Eine Komplikation war die Forderung von IOC-Präsident Avery Brundage, die Mannschaft der DDR nicht zu diskriminieren. Die Bundesregierung wollte sich wegen der Hallstein-Doktrin nicht schriftlich verpflichten, doch Vogel und Daume fanden einen älteren englischsprachigen Text des Bundesinnenministers und legten ihn Brundage vor, der damit zufrieden war.

## Organisation
Das Nationale Olympische Komitee für Deutschland beschloss am 19. Mai 1966 in Kassel die Gründung des „Organisationskomitees der XX. Olympischen Spiele München 1972 e. V.“, welches sich am 3. Juli 1966 im Münchner Rathaus konstituierte. Zu den 17 Gründungsmitgliedern gehörten unter anderem Bundesinnenminister Paul Lücke, der bayerische Kultusminister Ludwig Huber und Hans-Jochen Vogel als Oberbürgermeister von München. 1968 wuchs das Organisationskomitee durch die Berufung der Vertreter der olympischen Fachverbände auf 38 Mitglieder an. 1972, im Jahr der Olympischen Spiele, war Willi Daume Präsident des Organisationskomitees, Bundesinnenminister Hans-Dietrich Genscher, Ludwig Huber und Hans-Jochen Vogel fungierten als Vizepräsidenten. Schirmherr war Gustav Heinemann, Bundespräsident der Bundesrepublik Deutschland. Nachdem vorübergehend nur eine Geschäftsstelle existiert hatte, nahm am 1. Januar 1967 das Generalsekretariat seine Arbeit auf. Dieses verfügte über 13 Abteilungen, die jeweils in Referate unterteilt waren. Insgesamt waren hier mehrere Hundert Mitarbeiter beschäftigt.

### Verkehr

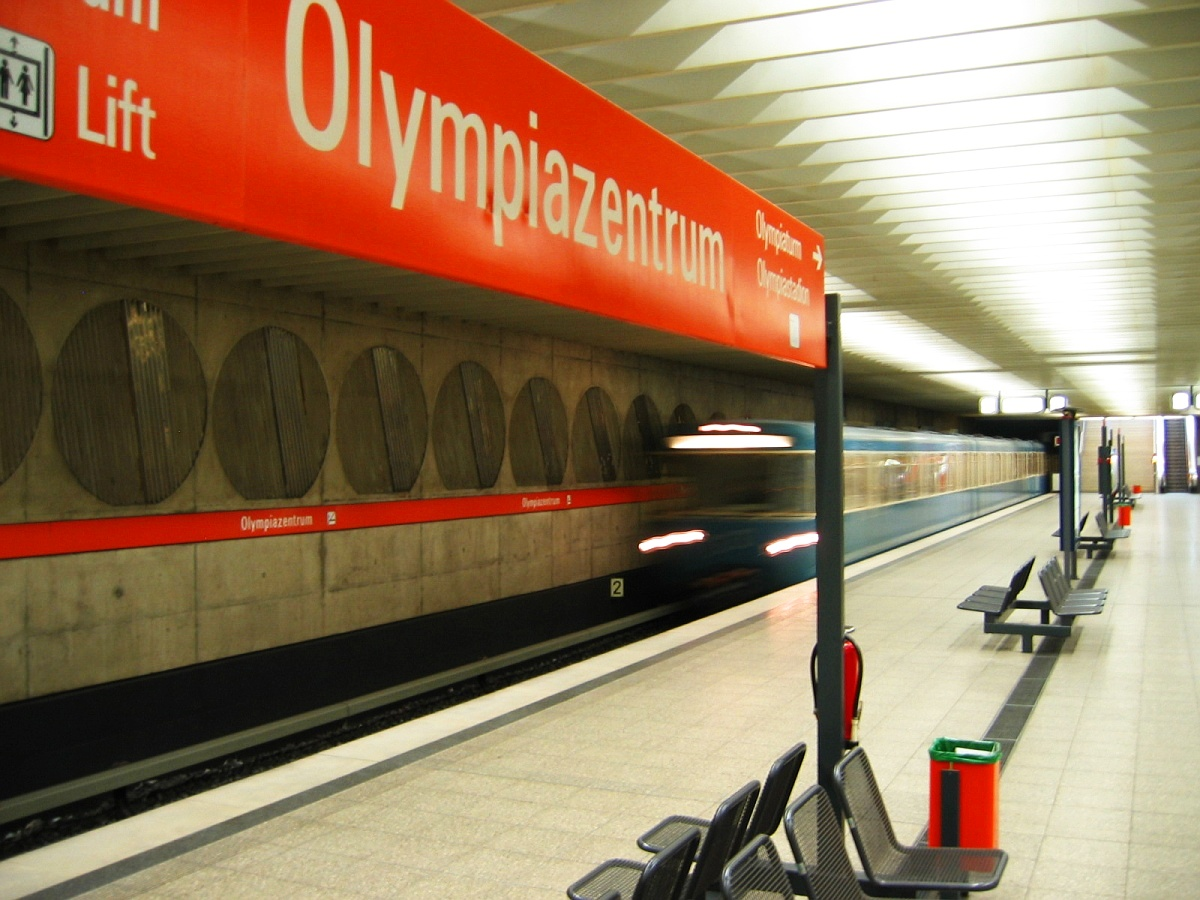
Haltestelle Olympiazentrum (2005)

Die wichtigste Aufgabe der Abteilung „Verkehr“ war der Bau der Linie U3 im Netz der Münchner U-Bahn. Nach der Vergabe der Spiele an die bayerische Landeshauptstadt galt es, ein leistungsfähiges Verkehrsnetz aufzubauen. Der Stadtrat änderte mit seinem Beschluss vom 16. Juni 1966 die bisherigen Planungen und beschloss, dem Zubringer zum Olympiagelände Vorrang einzuräumen. Die eigentlich für das Jahr 1974 vorgesehene Eröffnung des ersten Netzabschnittes musste deutlich vorgezogen werden. Am 8. Mai 1972 erfolgte schließlich die Aufnahme des Betriebs auf der U-Bahn-Linie U3 zwischen Münchner Freiheit und Olympiazentrum, nachdem zehn Tage zuvor auch die S-Bahn ihren Betrieb aufgenommen hatte. Diese führte bis zum eigens gebauten, aber heute aufgegebenen Bahnhof München Olympiastadion. Um dem Betrieb mit den erhöhten Anforderungen während der Olympischen Spiele gerecht zu werden, lieh man von der VAG aus Nürnberg vier Züge aus, die weitestgehend baugleich zu den Münchner Wagen waren. Während der Spiele verkehrte die U3 stets im Fünf-Minuten-Takt, bei wichtigen Veranstaltungen sogar im Zweieinhalb-Minuten-Takt. In 17 Tagen wurden etwa vier Millionen Besucher befördert.

### „Blaue Route“

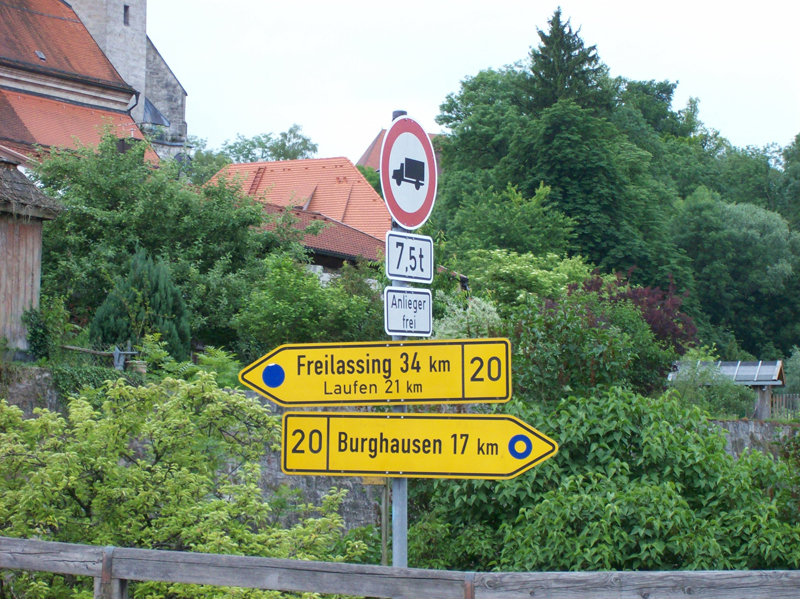
Straßenschilder an der B 20 in Tittmoning mit Hinweis auf die „Blaue Route“

Da ein Autobahnring um München noch nicht existierte, wurde der Fernstraßenverkehr mit weiträumigen Umgehungen an München vorbeigelotst. Entlang dieser Strecken wurden die Hinweisschilder und Wegweiser an Bundesstraßen mit farbigen Punkten und Ringen gekennzeichnet. Zum Beispiel wurde die Bundesstraße 20 zwischen Straubing und Piding (bei Bad Reichenhall) südwärts mit einem blauen Punkt, nordwärts mit einem blauen Ring deutlich markiert, was der Strecke den Beinamen „Blaue Route“ eingebracht hat.

### Finanzierung
Bei der Finanzierung der Olympischen Spiele unterschied das Organisationskomitee zwischen „olympiabedingten Belastungen“ und „Investitionen“. Schon vor der Bewerbung war vereinbart worden, dass Bund, Land und Stadt je ein Drittel der Investitionen tragen, während das Organisationskomitee seinen Aufwand voll aus eigenen Einnahmen decken sollte. 1969 entschloss sich der Bund, seinen Anteil auf 50 % zu erhöhen, wodurch die Quoten für Land und Stadt auf je 25 % sanken. Das bedeutete für München eine erhebliche Entlastung. Die Eigenfinanzierung erfolgte hauptsächlich über das olympische Münzenprogramm, das der Deutsche Bundestag am 5. Februar 1969 beschlossen hatte. Im Gesetz war die Herausgabe von fünf Silbermünzen im Nennwert von je 10 DM festgelegt. Sie wurden von den Sammlern begeistert aufgenommen, sodass sich der Münzgewinn auf mehr als 731 Millionen DM belief. Davon kamen 8 Millionen DM dem Organisationskomitee zugute, 640 Millionen DM wurden zur Finanzierung der Wettkampfstätten verwendet. Die zweite große Einnahmequelle waren die Olympia-Lotterie und die Glücksspirale, bei denen es sich um eine Geld- und Sachwertlotterie handelte. Bei einer Teilnahmegebühr von 10 Pfennig betrug der Zweckertrag der Olympia-Lotterie bis zum Jahr 1974 etwa 250 Millionen DM. Durch die Glücksspirale wurden bei einem Lospreis von 5 DM in den Jahren 1970 bis 1972 insgesamt etwa 187 Millionen DM eingespielt. Weitere Einnahmequellen waren die Ausgabe von insgesamt 29 Briefmarken in sieben Serien und verschiedene Gedenkmedaillen. Sie und die normalen Einnahmen des Organisationskomitees erbrachten die Summe von rund 1,28 Milliarden DM. Weil fast 2 Milliarden DM benötigt wurden, musste nur noch rund ein Drittel der gesamten Kosten von den Steuerzahlern getragen werden.

## Fackellauf

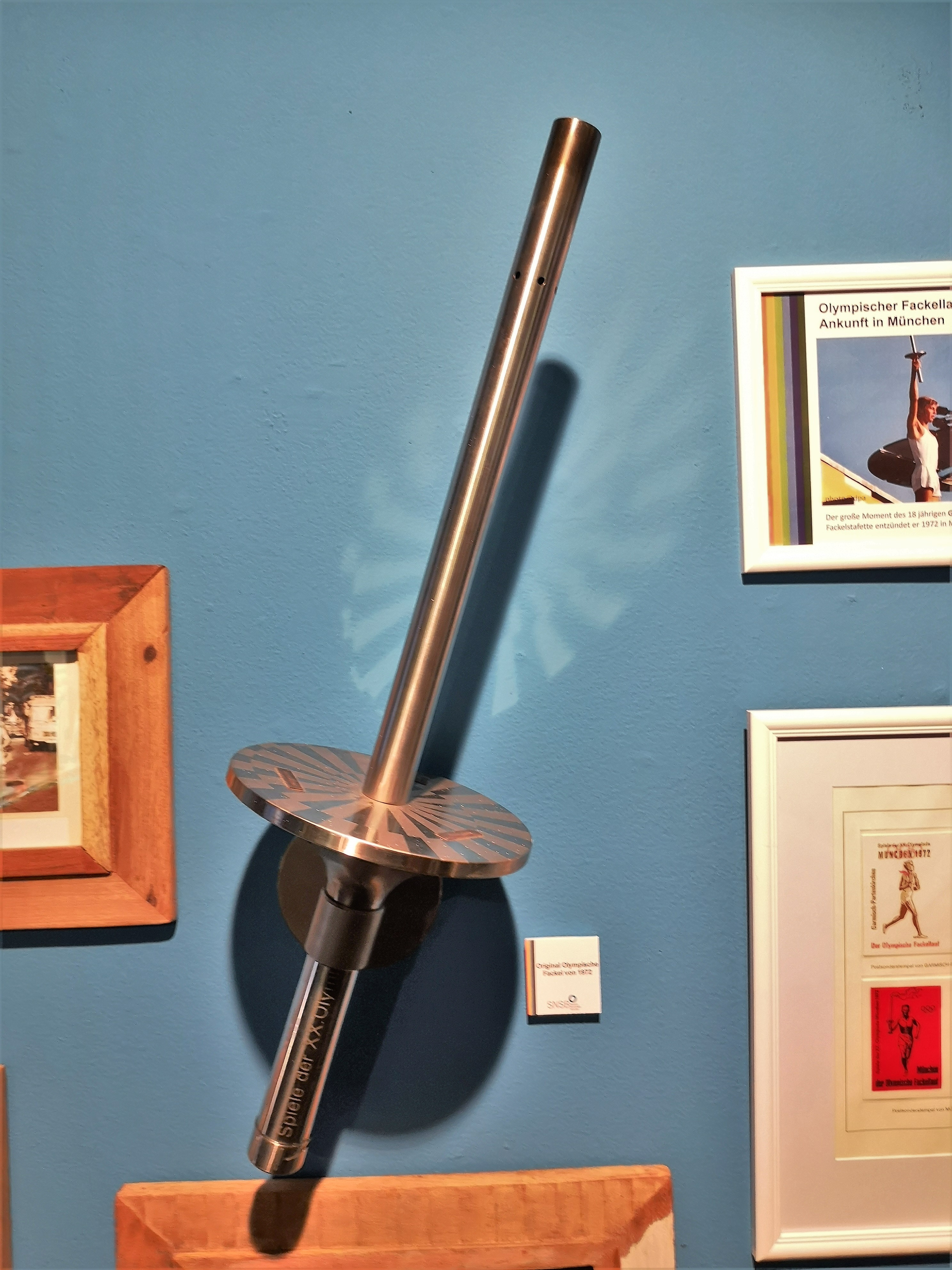
Eine Originalfackel der Olympischen Spiele in München 1972

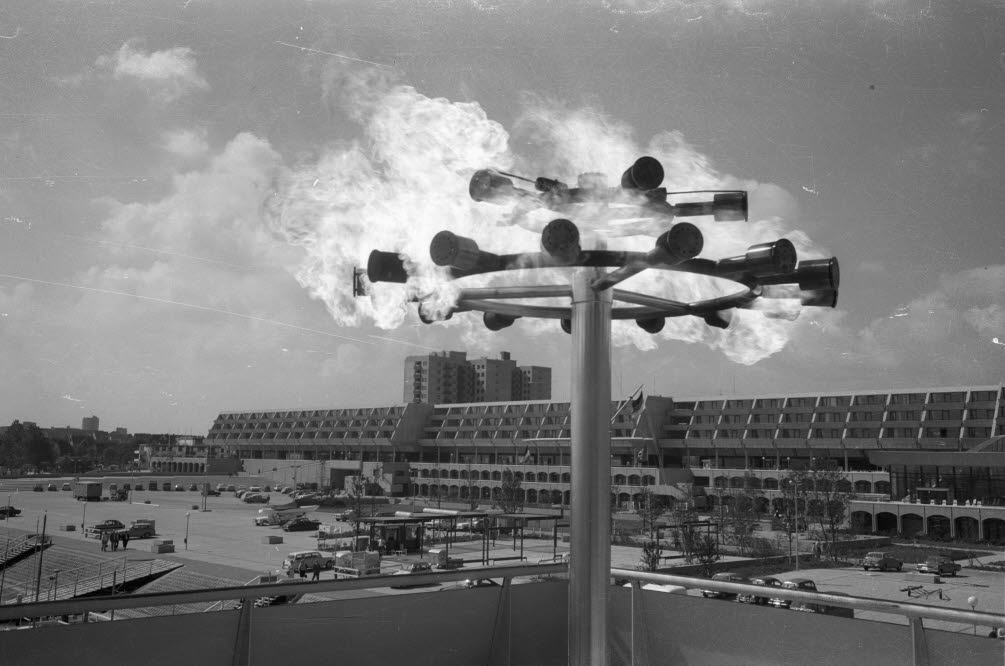
Das olympische Feuer in Kiel-Schilksee

Der olympische Fackellauf, der auf eine Idee des Sportfunktionärs Carl Diem (1882–1962) zurückgeht, war erstmals 1936 bei den Olympischen Spielen in Berlin durchgeführt worden. 1972 wurde in Griechenland eine olympische Fackel entzündet und durch 5917 Fackelläufer zur Eröffnungsveranstaltung nach München getragen. Der Lauf führte durch acht Länder über eine Distanz von 5532 Kilometern. Verantwortlich für die Organisation des Laufes war Hans-Werner von der Planitz, Reichstrainer der deutschen Marathonläufer in den 1930er Jahren. Einer seiner Mitarbeiter war Fritz Schilgen, der Schlussläufer des Fackellaufes von 1936.
Der Lauf begann am 28. Juli um 12 Uhr während einer Feierstunde im Heiligen Hain des antiken Stadions von Olympia. Das Feuer wurde mit Hilfe eines Hohlspiegels entzündet. Anschließend trugen 5976 Sportler die olympische Fackel insgesamt 5538 Kilometer weit – in 29 Tagen und 7 Stunden. Erster Fackelträger war der griechische Basketballspieler Ioannis Kirkilessis. Im Anschluss führte der Lauf unter anderem über die Stationen Athen (29. Juli), Delphi (30. Juli), Istanbul (7. August), Belgrad (17. August). Am 21. August kam es nach Österreich, wo es nach Plan um 10:10 Uhr durch Doppelolympiasiegerin Ellen Müller-Preis an der ungarischen Grenze in Nickelsdorf (bei starkem Regen und kühlen Temperaturen) übernommen wurde. Um 15:20 Uhr erreichte die Flamme die Stadtgrenze von Wien, wo sie von Sissy Schwarz in Empfang genommen und danach durch Herma Bauma auf den Rathausplatz gebracht wurde, wo durch Bundespräsident Franz Jonas die feierliche Verabschiedung der Olympiamannschaft erfolgte. Danach brachten andere prominente österreichische Sportler (wie u. a. Emmerich Danzer und Rudolf Flögel) die Flamme nach St. Pölten, wo sie „übernachtete“. Die nächste Station am 22. August war Vöcklabruck, am 23. August kam sie über die Stadt Salzburg und das „deutsche Eck“ (wo ein deutscher Läufer eingesetzt war) am 24. August um 14 Uhr nach Kufstein und dann noch nach Innsbruck, und kurz vor Mitternacht war die endgültige Ankunft auf dem Gebiet der Bundesrepublik Deutschland. Am 26. August um 16:20 Uhr erreichte die Fackel das Olympiastadion in München. Schlussläufer des Fackellaufes war der Leichtathlet Günter Zahn, er entzündete die olympische Flamme während der Eröffnungsveranstaltung. Nach Augsburg zu den Wettbewerben im Kanusport wurde die Flamme am 27. August gebracht, letzter Fackelträger war Karl Heinz Englet, Weltmeister im Kanuslalom. Am 28. August traf das Feuer in Kiel-Schilksee ein, letzter Träger war hier der Schüler Philipp Lubinus. Die Fackel durchquerte während des Laufes Griechenland, die Türkei, Bulgarien, Rumänien, Jugoslawien, Ungarn und Österreich, bevor sie schließlich in Deutschland eintraf.
Die von der Firma Hagri in Kettwig im Auftrag der Krupp GmbH hergestellte Fackel aus Edelstahl bestand aus Griff, Teller und Brennrohr. Eingraviert waren das Spiralemblem in der oberen Abdeckschale des Tellers, die olympischen Ringe mit dem Text „München 1972 Spiele der XX. Olympiade“ auf dem Handrohr sowie das Zeichen und der Name der Spenderfirma Krupp auf dem Boden der Verschlusskapsel. Die Fackel war 75 Zentimeter groß und wog 1350 Gramm, insgesamt wurden 6700 Exemplare angefertigt. Das Geretsrieder Unternehmen Georg Tyczka sorgte im Verbund mit der Münchener Gloria-Gas als „Olympiagas GmbH“ für das reibungslose Abfackeln des erstmals elektronisch überwachten Flüssiggases während der Spiele.

## Erscheinungsbild

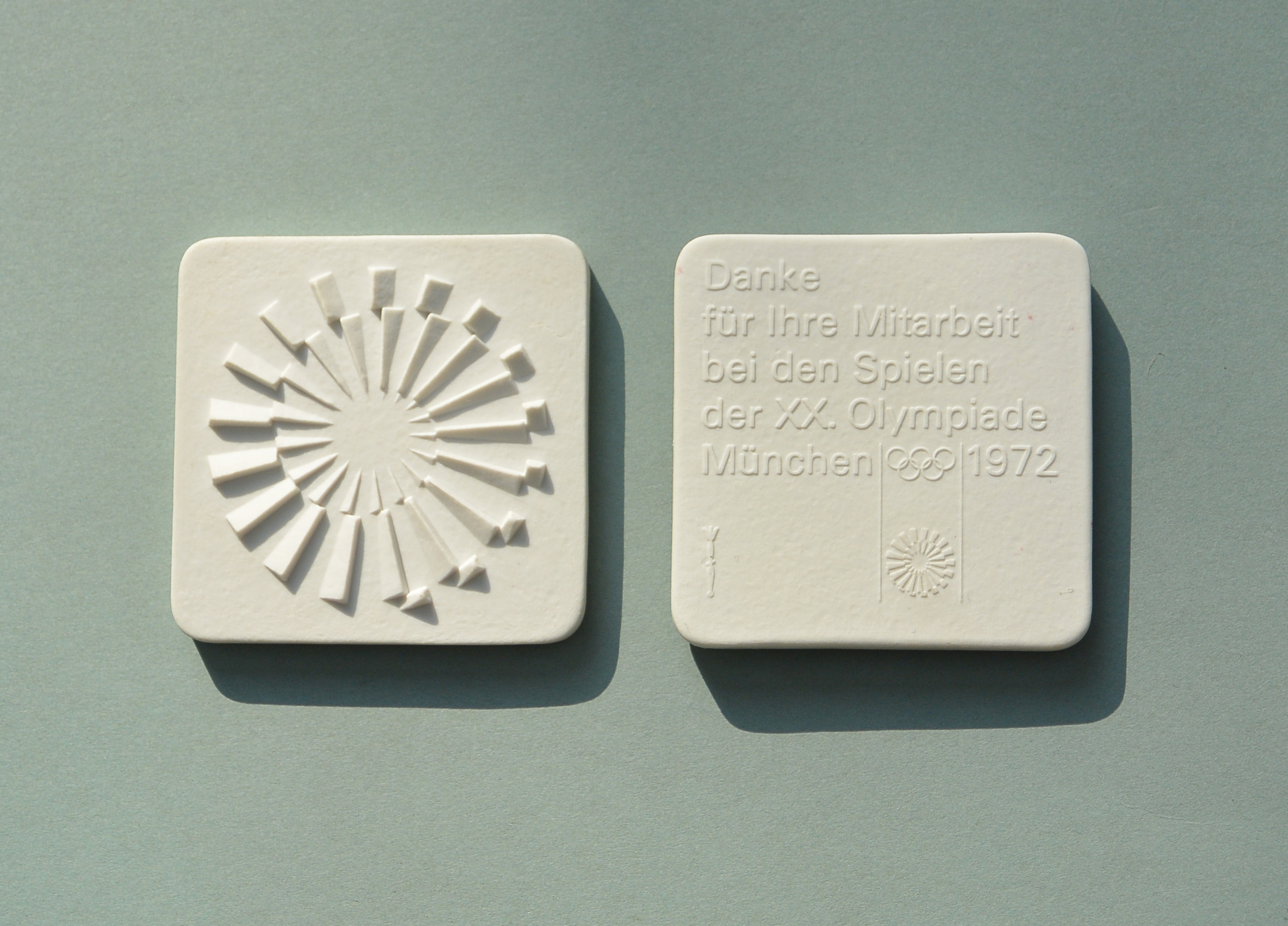
Porzellantaler als Geschenk an die Mitarbeiter der beteiligten Unternehmen

Logo des ZHS München

Unter der Leitung von Otl Aicher wurde ein umfassendes Erscheinungsbild entwickelt, von dem die Sportpiktogramme, die Plakate und das Logo zum Maßstab für alle späteren Spiele und viele andere Erscheinungsbilder wurden. Hausschrift war die Univers 55; im Farbschema wurde auf die Farben Schwarz und Rot verzichtet, da dies die Farben der Diktatur 1936 waren.

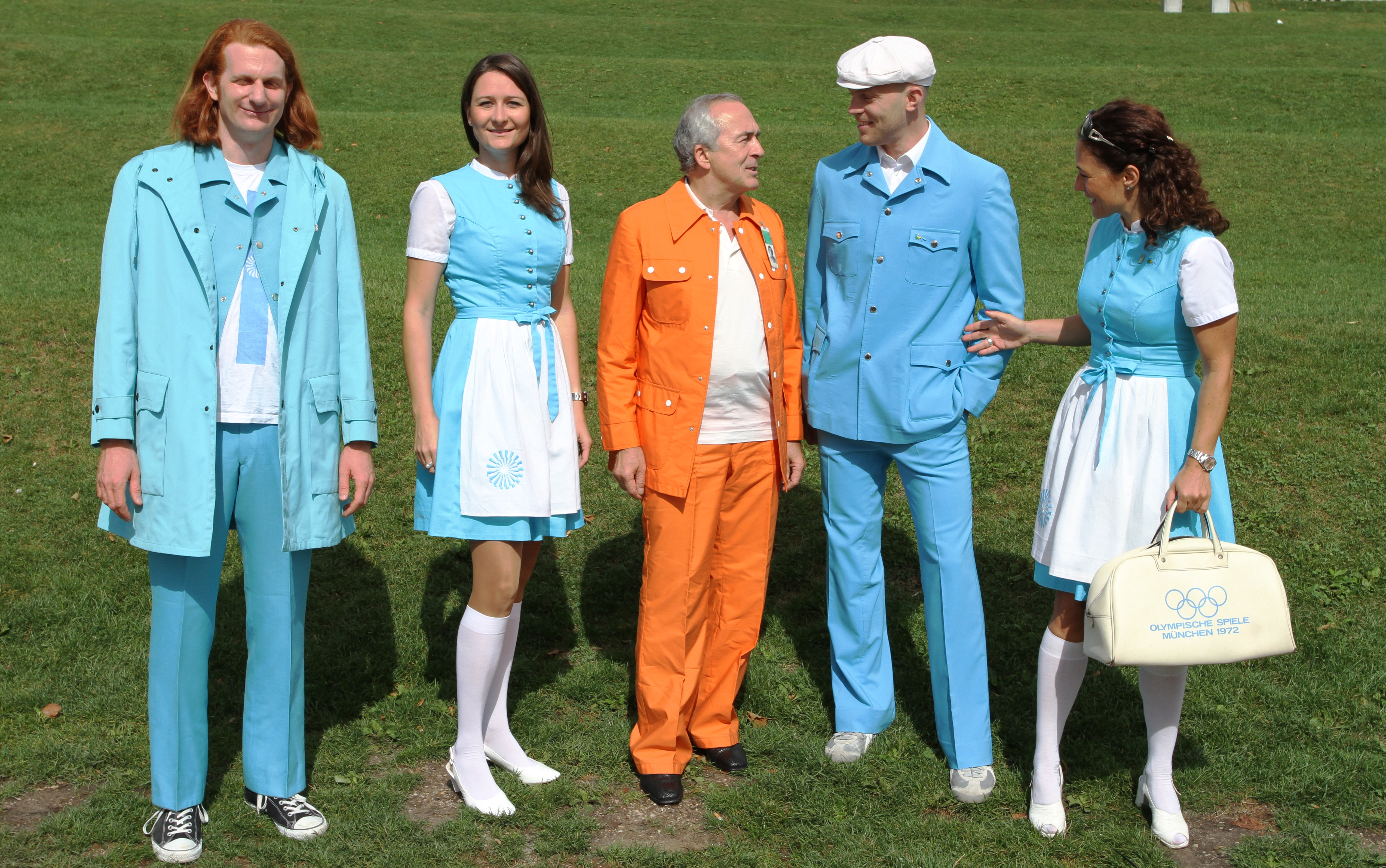
Uniformen von Hostessen und einem Kampfrichter, zum 40. Jahrestag 2012 im Olympiapark

### Das Logo
Für das Logo wurden aus der Bevölkerung 2332 Entwürfe eingereicht, die das Organisationskomitee jedoch nicht befriedigen konnten. Daraufhin beauftragte das Komitee die Gruppe unter der Leitung von Otl Aicher. Eine Jury entschied sich dann für einen Entwurf von Coordt von Mannstein mit Strahlenkranz und überlagerter Spirale, welcher den Begriff „Strahlendes München“ zum Ausdruck bringen sollte. Heute wird ein ähnliches Logo noch von der Glücksspirale verwendet, allerdings farblich abgewandelt. In nahezu unveränderter Form wird das Logo hingegen vom Zentralen Hochschulsport München (ZHS) weiterverwendet, die die Zentrale Hochschulsportanlage Münchens betreibt.

### Das Maskottchen

Das Maskottchen Waldi

Willi Daume hatte die Idee, einen Dackel als Maskottchen zu verwenden, da er selbst Besitzer eines Dackels war. So entstand „Olympia-Waldi“. Die Wahl fiel auf einen Dackel, weil diese Hunde Zähigkeit, Beweglichkeit und Widerstandsfähigkeit besitzen. Außerdem galt der Dackel damals als ein typisches Haustier der Münchner Bürger. Otl Aicher übernahm die Aufgabe, dem Maskottchen Form und Gestalt zu geben, bevor es zu wildwucherndem Souvenirkitsch kommen konnte. Der anschließend markenrechtlich geschützte Sympathieträger sollte außerdem ein weiteres wichtiges Standbein zur Finanzierung der Spiele werden. Waldi wurde nach allen werbestrategischen Regeln umfangreich vermarktet, warb für einige bekannte Produkte und konnte unter anderem auf Papiertüten, als Sticker, Poster, Anstecker, in Holz, Stoff, Frottee und Plüsch, als Knautschtier, Kissen und Puzzle erstanden werden. Auch als Figur mit wackelndem Schwanz zum Hinterherziehen war das Maskottchen in Spielwarenhäusern, -abteilungen und offiziellen Olympiaverkaufsständen zu haben.

## Olympische Standorte

### Wettkampfstätten
Die Wettkampfstätten lagen zum Großteil im Großraum München. Das zentrale Gelände, der „Olympiapark“ auf dem nördlichen Teil des Oberwiesenfeldes, vereinte die größten Sportanlagen. Das Konzept der „Olympischen Spiele im Grünen“, hatte zur Folge, dass die Architektur der olympischen Bauten vom Standort der Grünanlagen bestimmt wurde. Das Architektenbüro um Günter Behnisch und Partner entwickelte den Gesamtentwurf für das Sport- und Erholungsgebiet, dessen Bau von 1968 bis 1972 dauerte. Insgesamt wurden für die Olympischen Spiele mehr als zwei Milliarden DM in den Bau neuer Sportstätten und des olympischen Dorfes investiert.

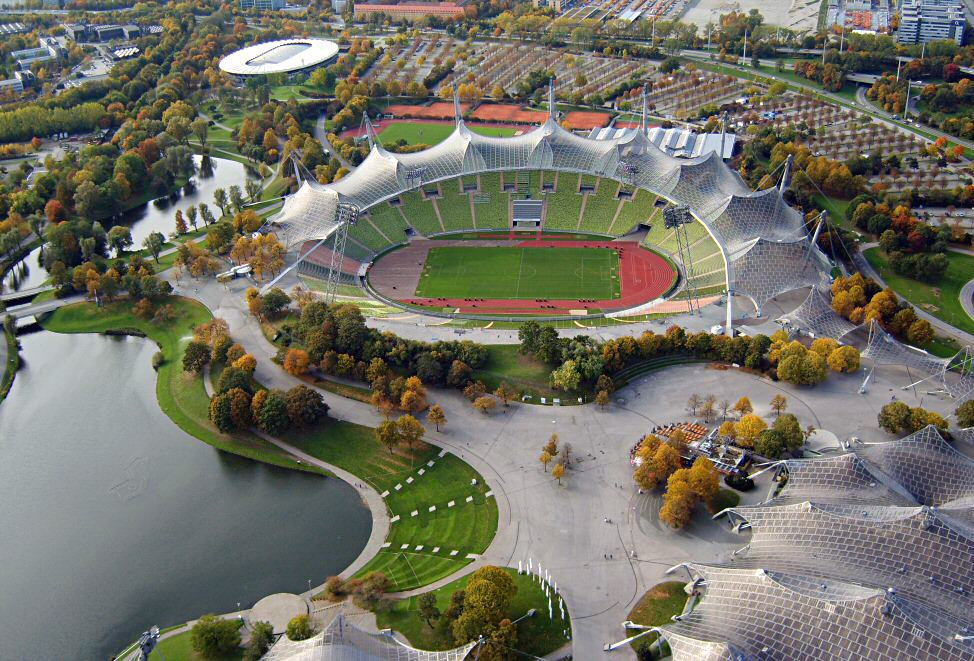
Olympiastadion München, der zentrale Veranstaltungsort, im Wesentlichen unverändert im Jahr 2006: links hinten das Radstadion, rechts vorne das Dach der Olympiahalle

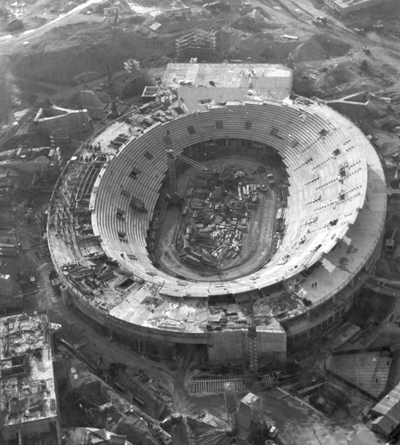
Bauabschnitt Olympiahalle in München, 1970

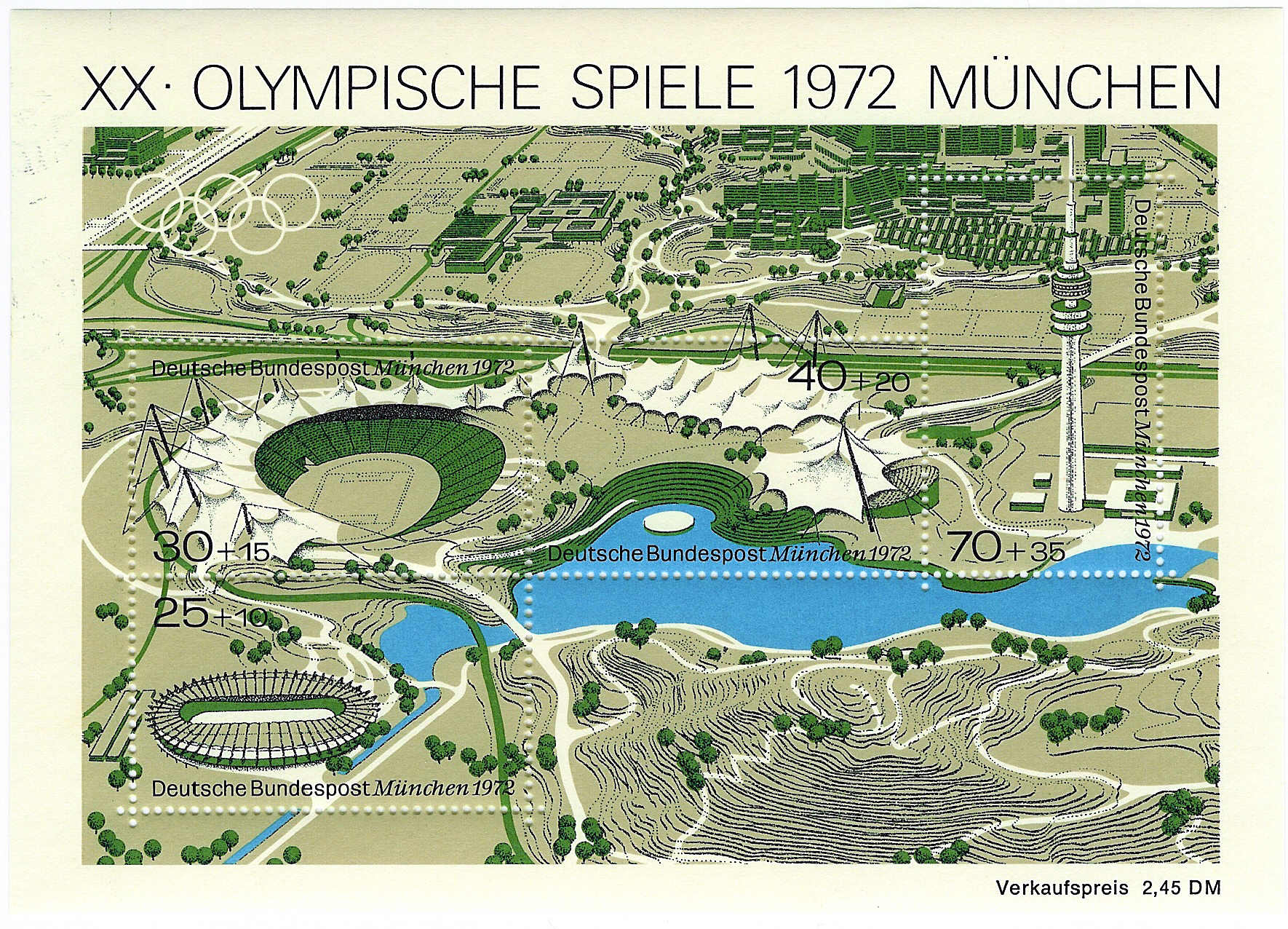
Der Olympiapark in München auf einem Briefmarkenblock der Deutschen Bundespost

Das Zentrum der Sportanlagen bildet das Olympiastadion, welches damals etwa 77.000 Zuschauern Platz bot und eine 400 Meter lange Laufbahn besitzt. Dort wurden alle Wettbewerbe in der Leichtathletik ausgetragen. Außerdem fanden dort Wettkämpfe im Reiten und einige Begegnungen im Fußball statt. Des Weiteren war es der Veranstaltungsort der Eröffnungs-, der Trauer- und der Abschlusszeremonie. Das Architektenbüro um Günter Behnisch entwarf auch die Schwimmhalle im Olympiapark mit einem 50-Meter-Becken sowie 9182 Zuschauerplätzen, davon die meisten (7050) auf einer temporären Stahlrohrtribüne, welche nach den Spielen wieder zurückgebaut wurde. Hier wurden alle Wettbewerbe im Schwimmen und Wasserspringen sowie einige Wasserballspiele ausgetragen, dazu das 300-Meter-Freistilschwimmen im Modernen Fünfkampf. Im heutigen Eissportzentrum mit 7360 Zuschauerplätzen fanden die Wettkämpfe im Boxen statt. 1970 bis 1972 wurde nach Plänen von Herbert Schürmann das Radstadion mit einem 285,714 Meter langen Holzoval errichtet, Austragungsort der Bahnradwettbewerbe, bei denen 4157 Zuschauer anwesend sein konnten. In der Olympiahalle, einer Sport- und Mehrzweckhalle nordöstlich des Olympiastadions, fanden die Wettbewerbe im Turnen und einige Begegnungen im Handball statt; das Fassungsvermögen lag bei 10.563 Plätzen. Im Olympiapark wurde des Weiteren der 4000-Meter-Geländelauf im Modernen Fünfkampf veranstaltet. Weitere Wettkampfstätten auf diesem Gelände waren das Hockeystadion mit 21.900 und die Volleyballhalle mit 3680 Plätzen.

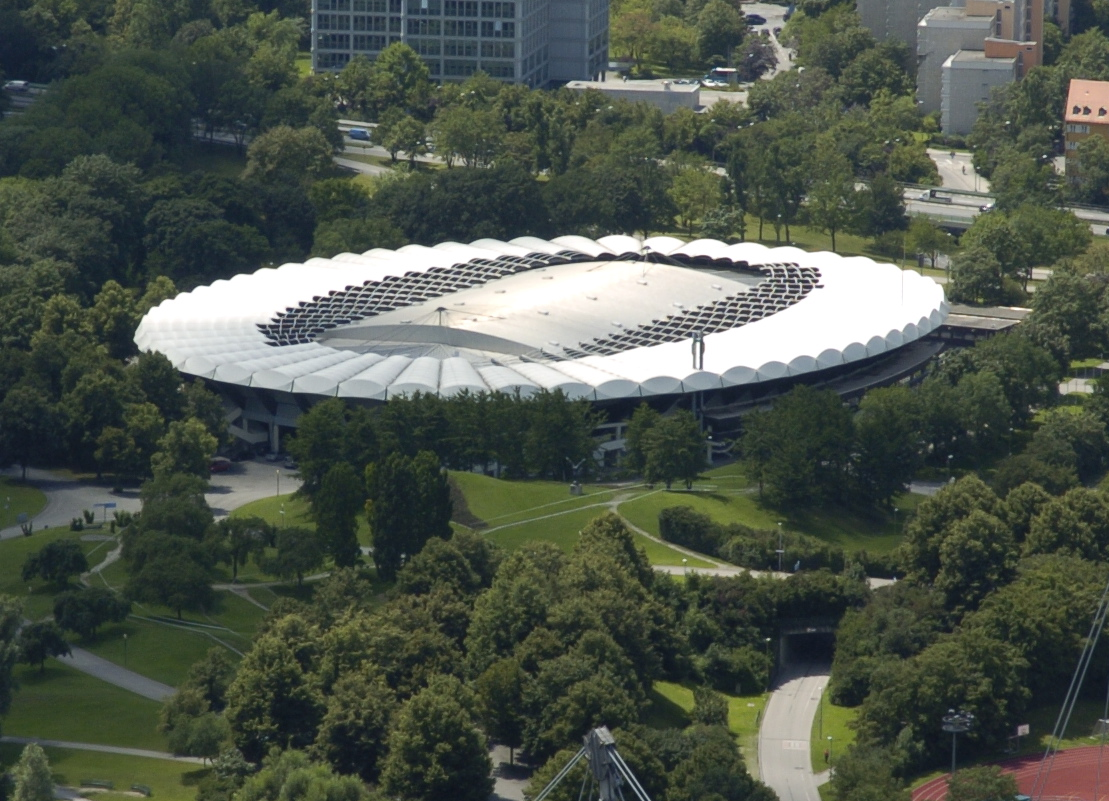
Radstadion im Olympiapark in München

Auch außerhalb des Olympiaparks kamen zahlreiche Sportstätten zu olympischen Ehren. Auf dem alten Münchner Messegelände auf der Schwanthalerhöhe wurden eine Gewichtheberhalle mit 3297, eine Ringer-Judo-Halle mit 5750 und zwei Fechthallen mit 3198 bzw. 978 Zuschauerplätzen eingerichtet. In Hochbrück wurde eine Schießanlage mit 4500 Plätzen für die Schießwettbewerbe und das Pistolenschießen im Modernen Fünfkampf errichtet. Im Englischen Garten in München fanden vor bis zu 1100 Zuschauern die Wettkämpfe im Bogenschießen statt. Im Reitstadion im Stadtteil Riem vor 23.000, in Poing vor über 38.000 und vor der Kulisse des Nymphenburger Schlosses vor 8000 Zuschauern wurden die Reitwettbewerbe abgehalten. Auf dem Geländeparcours des Reitstadions in Riem wurde auch eine Disziplin im Modernen Fünfkampf ausgetragen, die Military-Wettkämpfe fanden auf einer Strecke bei Poing statt. Die Basketballwettkämpfe wurden in der Rudi-Sedlmayer-Halle mit 6635 Sitzplätzen durchgeführt. Im nicht überdachten Dantebad fanden einige Wasserballbegegnungen statt, bei denen bis 3200 Zuschauer anwesend sein konnten.
In Oberschleißheim wurde eine Regattastrecke für die Wettbewerbe im Rudern und Kanurennsport angelegt. Diese Strecke war 2000 Meter lang und bot 41.000 Menschen Platz. Der 660 Meter lange Augsburger Eiskanal mit Platz für 25.000 Zuschauer war Austragungsort der Wettkämpfe im Kanuslalom. Die Wettbewerbe im Segeln und die Demonstrationssportart Wasserski wurden in Kiel – im neu erbauten Olympiazentrum Schilksee – ausgetragen. Die Wettbewerbe im Straßenradsport fanden außerhalb von München statt, das Straßenrennen fand auf dem Grünwald-Rundkurs statt, der von Grünwald über Straßlach, Baierbrunn, Schäftlarn und Höllriegelskreuth wieder nach Grünwald führte. Das Mannschaftszeitfahren hingegen fand auf der Bundesautobahn 95 statt. In verschiedenen Stadien und Hallen in Augsburg, Göppingen, Ingolstadt, Nürnberg, Passau, Regensburg, Ulm sowie der Sporthalle Böblingen fanden Vorrundenspiele im Fußball und Handball statt.

### Unterkünfte

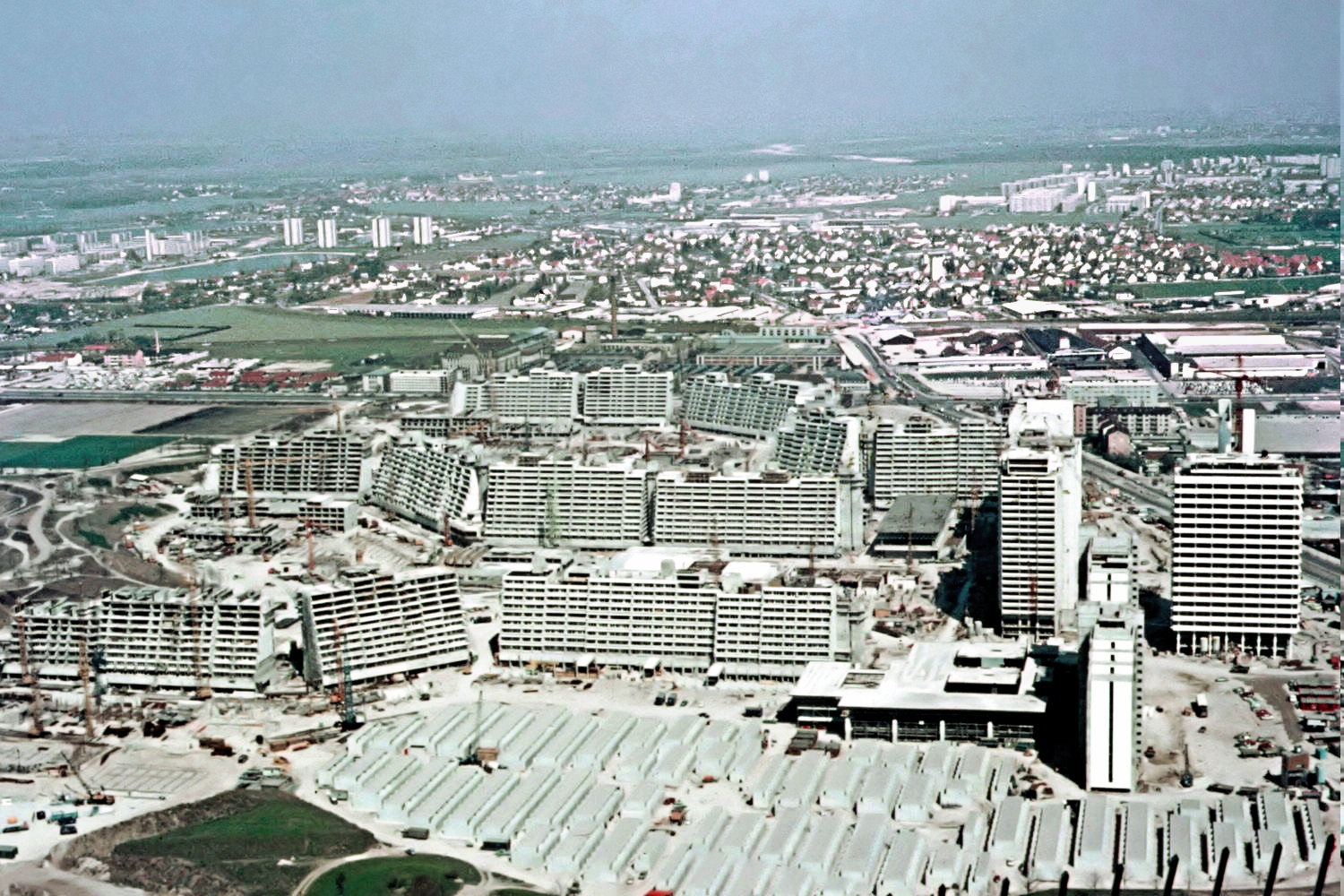
Olympisches Dorf im Bau (1971)

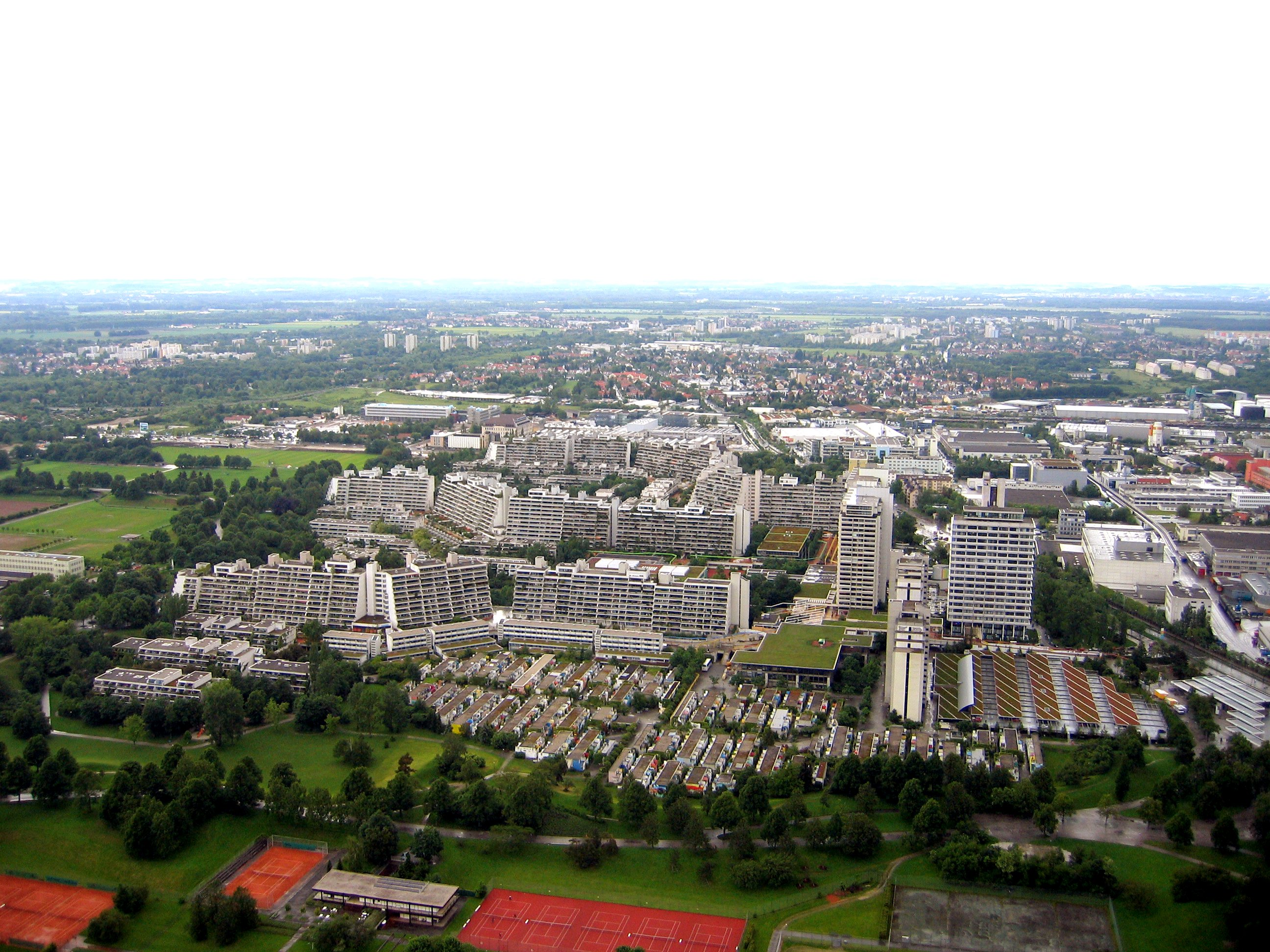
Blick auf das olympische Dorf

Nördlich des Olympiastadions entstanden zwei olympische Dörfer. Diese erstreckten sich entlang der Connollystraße, der Nadistraße, der Straßbergerstraße und des Helene-Mayer-Rings. Im Männerdorf fanden 11.715 Sportler und Betreuer Platz, im Frauendorf 1772. Die olympischen Dörfer waren vom 1. August 1972 bis zum 18. September 1972 geöffnet. Die größte Auslastung lag am 30. August vor, als sich 10.562 Athleten und Betreuer im Dorf befanden, davon 9104 Männer und 1458 Frauen. Bürgermeister und entsprechender Abteilungsleiter im Organisationskomitee war der deutsche Jurist Walther Tröger.
Das Dorf sollte ein Ort der Ruhe sein, an den sich die Sportler zurückziehen konnten. Zugleich ermöglichte es die kostengünstige Unterbringung und Verpflegung der Athleten und bot ihnen Trainingsmöglichkeiten sowie ein Unterhaltungsprogramm. Das olympische Dorf der Männer hatte 2995 Appartements, in denen je nach Typ zwischen zwei und sieben Athleten wohnten. Das olympische Dorf der Frauen hatte 1718 Appartements für je eine Sportlerin und nur neun Wohnungen für je sechs Athletinnen.
Bestandteil der Dörfer waren neben den Wohngebäuden und zahlreichen verschiedenen Trainingsplätzen auch ein Kindergarten, eine Kirche, eine Schule, verschiedene Einzelhandelsgeschäfte sowie Arztpraxen, Restaurants, Cafés und eine Cafeteria, in der 2500 Sportler Platz fanden. Dort konnten sich die Athleten auch verpflegen. Darüber hinaus gab es verschiedene kulturelle Einrichtungen, beispielsweise einen Fernsehraum, Tischtennisplatten, einen Billardtisch, ein Theater mit 350 Plätzen und ein Kino mit 200 Plätzen.
Nach Ende der Olympischen Spiele wurde das Gelände des Männerdorfes zu einem normalen Wohngebiet umfunktioniert, der Wohnwert dieser Gegend gilt heute als sehr hoch. Das ehemalige Frauendorf wurde in der Folge als Studentenwohnheim genutzt. Ende 2007 begann der Abriss und Neubau des Frauendorfs (Olydorf), da die Bauschäden im Laufe der Zeit überhandgenommen hatten.

## Teilnehmer

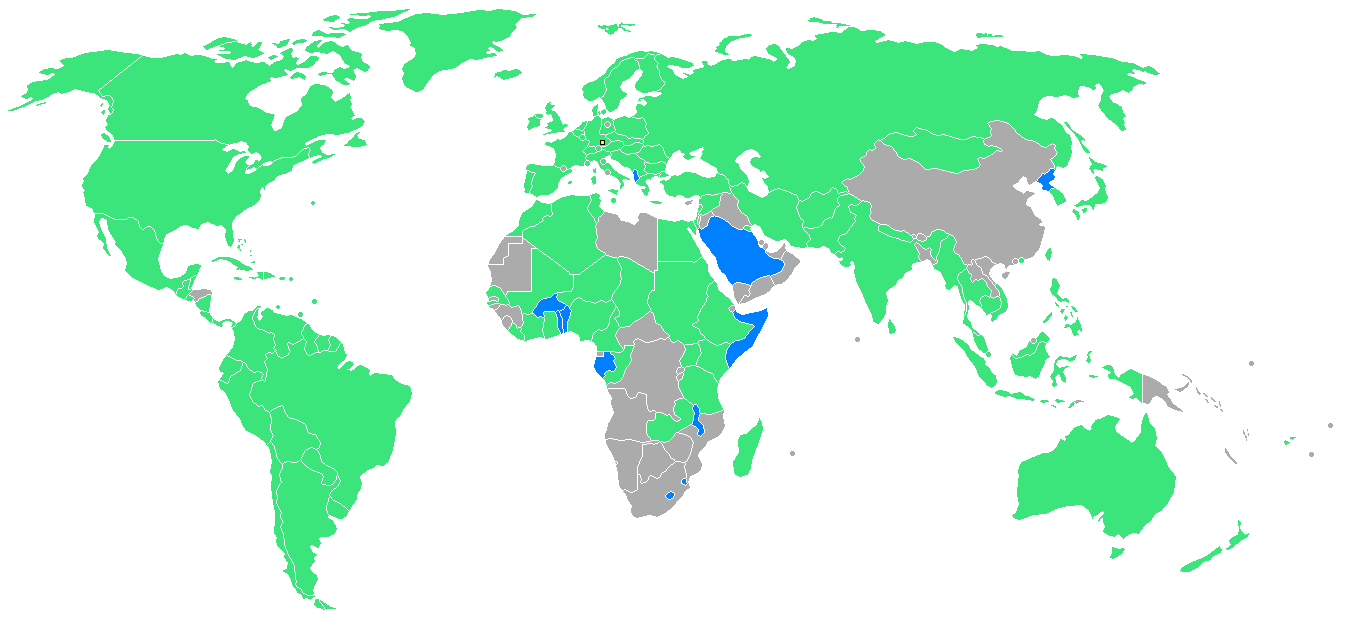
Teilnehmende Nationen 1972 in München. Grün markiert sind die Nationen, die vorher schon an Olympischen Spielen teilgenommen haben, blau sind diejenigen, welche zum ersten Mal teilnahmen.

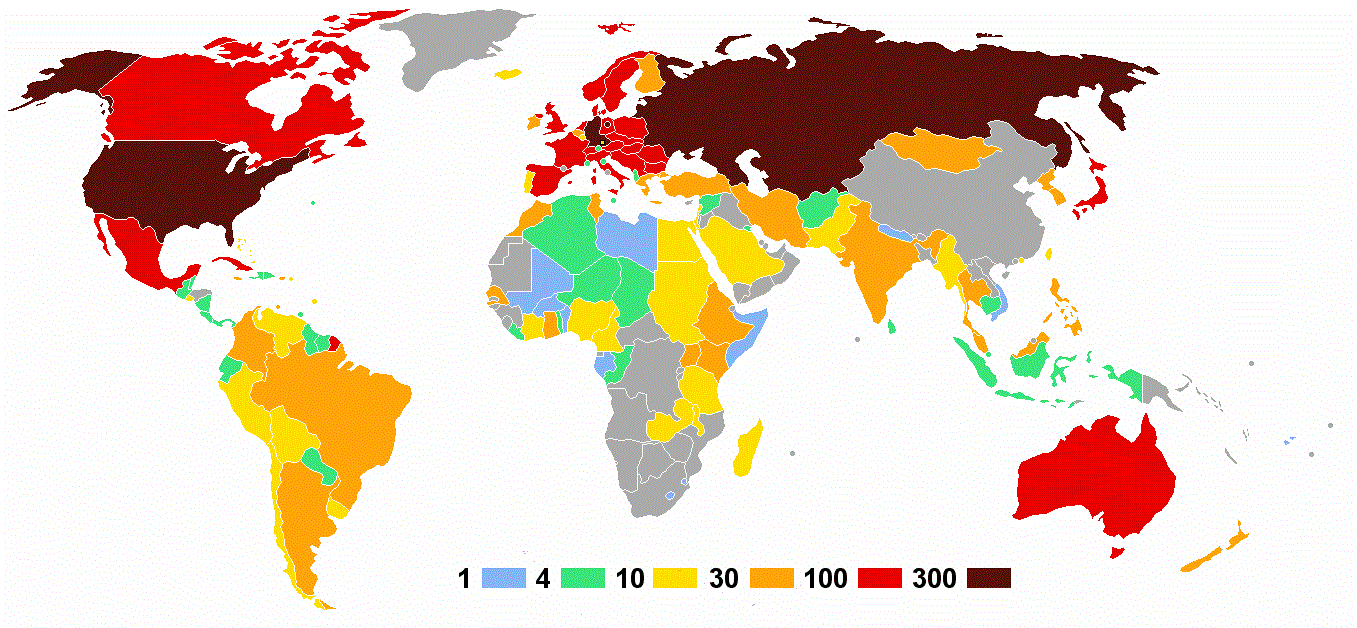
Anzahl der Athleten

Mit 121 teilnehmenden Mannschaften wurde in München ein neuer Teilnehmerrekord aufgestellt. Albanien, Saudi-Arabien und Nordkorea feierten ihre Premieren bei Olympischen Spielen. Die meisten Erstteilnahmen kamen jedoch aus Afrika. Gabun, Lesotho, Malawi, Somalia, Swasiland, Togo, Dahomey (das heutige Benin) und Obervolta (das heutige Burkina Faso) nahmen erstmals mit Athleten an dieser sportlichen Großveranstaltung teil.
Auf seiner 70. Session 1970 in Amsterdam suspendierte das IOC das Nationale Olympische Komitee für Südafrika, das bereits von den Olympischen Spielen 1964 in Tokio und 1968 in Mexiko-Stadt ausgeschlossen worden war, weil es die Auflage nicht erfüllt hatte, die Diskriminierung der schwarzen Sportler zu unterbinden und eine Mannschaft mit weißen sowie schwarzen Sportlern aufzustellen.
Nach einem Beschluss vom September 1971 gestattete das IOC der früheren britischen Kolonie Rhodesien die Entsendung einer Olympiamannschaft mit Sportlern unterschiedlicher Hautfarben nach München. Die 46 Teilnehmer mussten jedoch wieder abreisen, als das IOC dem Boykottdruck von 27 schwarzafrikanischen Staaten nachgab, die ihrerseits mit Abreise drohten. Nach sechstägigen Verhandlungen entschied sich das IOC am 22. August 1972 mit 36:34 Stimmen für den Ausschluss Rhodesiens.
| Europa (4.243 Athleten aus 33 Nationen) | Europa (4.243 Athleten aus 33 Nationen) | Europa (4.243 Athleten aus 33 Nationen) |
| --- | --- | --- |
| - Albanien* (5) - Belgien (88) - Bulgarien (130) - Dänemark (126) - DDR (297) - BR Deutschland (424) - Finnland (96) - Frankreich (227) - Griechenland (60) - Großbritannien (284) - Irland (59)                         | - Island (25) - Israel (14) - Italien (224) - Jugoslawien (124) - Liechtenstein (6) - Luxemburg (11) - Malta (5) - Monaco (5) - Niederlande (119) - Norwegen (112) - Österreich (111) | - Polen (290) - Portugal (29) - Rumänien (159) - San Marino (7) - Schweden (132) - Schweiz (151) - Sowjetunion (371) - Spanien (124) - Tschechoslowakei (181) - Türkei (43) - Ungarn (232)                   |
| Amerika (1.453 Athleten aus 32 Nationen) | | |
| - Amerikanische Jungferninseln (16) - Argentinien (92) - Bahamas (20) - Barbados (13) - Bermuda (9) - Bolivien (11) - Brasilien (81) - Britisch Honduras (1) - Chile (11) - Costa Rica (3) - Dominikanische Republik (5) | - Ecuador (2) - El Salvador (11) - Guatemala (8) - Guyana (3) - Haiti (7) - Jamaika (33) - Kanada (208) - Kolumbien (59) - Kuba (136) - Mexiko (174) - Nicaragua (7)                  | - Niederländische Antillen (2) - Panama (7) - Paraguay (3) - Peru (20) - Puerto Rico (53) - Niederländisch-Guayana (2) - Trinidad und Tobago (19) - Uruguay (13) - Vereinigte Staaten (401) - Venezuela (23) |
| Asien (672 Athleten aus 24 Nationen) | | |
| - Afghanistan (8) - Birma (18) - Ceylon (4) - China, Republik (21) - Hongkong (10) - Indien (41) - Indonesien (6) - Iran (48)                                                                                            | - Japan (184) - Khmer-Republik (9) - Korea, DVR* (37) - Korea, Republik (42) - Kuwait (4) - Libanon (19) - Malaysia (45) - Mongolei (39)                                              | - Nepal (1) - Pakistan (25) - Philippinen (53) - Saudi-Arabien* (11) - Singapur (7) - Syrien (5) - Thailand (33) - Vietnam, Republik (2)                                                                     |
| Afrika (458 Athleten aus 29 Nationen) | | |
| - Ägypten (23) - Algerien (5) - Äthiopien (31) - Dahomey* (3) - Elfenbeinküste (11) - Gabun* (1) - Ghana (35) - Kamerun (11) - Kenia (57) - Kongo, Volksrepublik (6)                                                     | - Lesotho* (1) - Liberia (5) - Madagaskar (11) - Malawi* (16) - Mali (3) - Marokko (35) - Niger (4) - Nigeria (25) - Obervolta* (1) - Sambia (11)                                     | - Senegal (37) - Somalia* (3) - Sudan (26) - Swasiland* (2) - Tansania (15) - Togo* (7) - Tschad (4) - Tunesien (35) - Uganda (33)                                                                           |
| Ozeanien (259 Athleten aus 3 Nationen) | | |
| - Australien (168) | - Fidschi (2) | - Neuseeland (89) |
| (Anzahl der Athleten) *erstmalige Teilnahme an Sommerspielen | | |

## Medaillen

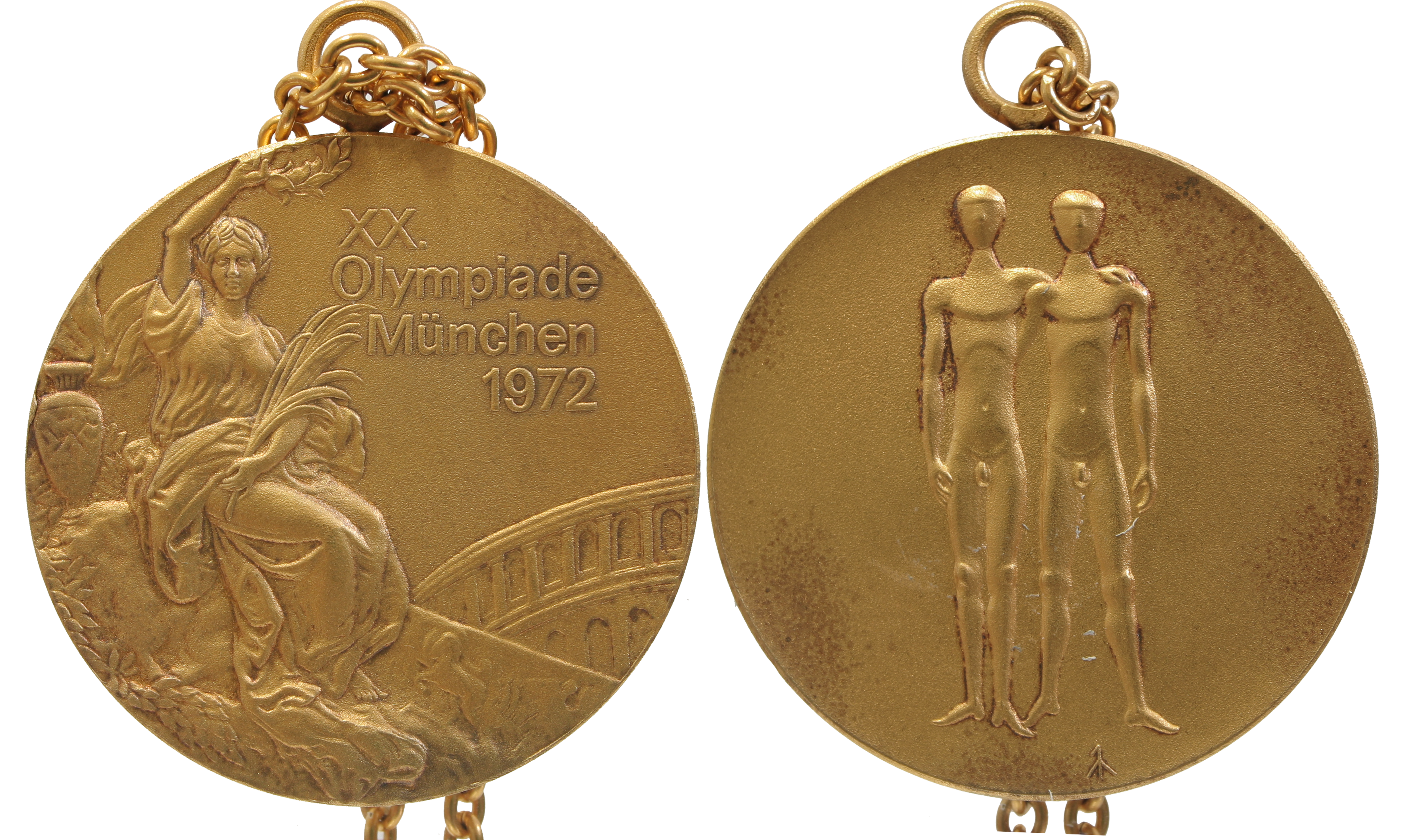
Siegermedaille

Für die Olympischen Spiele in München wurden insgesamt 1109 Medaillen für die drei Erstplatzierten hergestellt. Diese teilen sich in 364 Gold-, 364 Silber- und 381 Bronzemedaillen auf. Dass es 17 Bronzemedaillen mehr gab als bei den anderen, ergab sich daraus, dass in zwei Wettbewerben (Boxen mit Plus 11 und Judo mit Plus 6) zwei Bronzemedaillengewinner hervorgingen. Es gab mehr Olympiasieger als je zuvor. Entworfen wurde die Medaille von Giuseppe Cassioli und Gerhard Marcks, hergestellt vom Bayerischen Hauptmünzamt in München. Während von 1928 bis 1968 an dem Entwurf des italienischen Professors Giuseppe Cassioli festgehalten wurde, gestattete man dem Organisationskomitee in München, die Rückseite der Medaille selbst zu gestalten. Der Bildhauer Gerhard Marcks wählte als Abbildung für die Rückseite die antiken Halbbrüder Kastor und Polydeukes, die bei den Griechen als Schutzpatrone der Kampfspiele und Freundschaft galten. Auf der Vorderseite ist die Göttin des Sieges dargestellt, welche in ihrer linken Hand eine Palme und in ihrer rechten Hand eine Krone hält. Daneben prägte man die Inschrift „XX. Olympiade München 1972“.
Außerdem waren die Medaillen mit einem Durchmesser von 60 Millimeter an Ketten aus Gold, Silber oder Bronze befestigt. Erstmals wurden in den Medaillenrand der Name des Sportlers und die Disziplin eingraviert, in der die Medaille gewonnen worden war. Die Dicke betrug drei Millimeter, bei den Goldmedaillen ist eine Goldauflage von sechs Gramm vorgeschrieben, der Silberanteil lag bei 92,5 Prozent. Insgesamt wurden bei 195 Wettbewerben in 21 Sportarten Medaillen vergeben.

## Wettkampfprogramm
Insgesamt wurden 195 Wettbewerbe (132 für Männer, 43 für Frauen und 20 offene Wettbewerbe) in 21 Sportarten/28 Disziplinen ausgetragen. Das waren 23 Wettkämpfe und 3 Sportarten/4 Disziplinen mehr als in Mexiko-Stadt 1968. Der deutsche Grafiker Otl Aicher war Gestaltungsbeauftragter der Olympischen Spiele. Er entwarf unter anderem die Piktogramme der einzelnen Sportarten, welche dazu dienten, ein internationales und vielsprachiges Publikum zu den Veranstaltungsorten der verschiedenen Sportarten zu leiten. Nachfolgend die Änderungen zu den vorherigen Sommerspielen im Detail:
- Wiedereinführung des Bogenschießens in das olympische Programm (Einzel für Männer und Frauen). Bogenschießen war bis 1920 viermal olympisch.
- Im Gewichtheben wurden zwei Gewichtsklassen (Fliegengewicht und Superschwergewicht) für Männer hinzugefügt.
- Wiedereinführung der Mannschaftssportart Handball in das olympische Programm. In Berlin 1936 war bereits einmal Feldhandball olympisch gewesen.
- Wiedereinführung von Judo mit den Gewichtsklassen Leicht-, Halbmittel-, Mittel-, Halbschwer-, Schwergewicht und offene Klasse, nachdem es 1964 olympisches Debüt hatte und in Mexiko 1968 fehlte.
- Beim Kanusport wurde die Disziplin Kanuslalom (C1, C2 und K1 für Männer und K1 für Frauen) hinzugefügt.
- In der Leichtathletik wurde das Programm um die 1500 m und die 4 × 400-m-Staffel für Frauen erweitert – darüber hinaus ersetzten die 100 m Hürden die 80 m Hürden bei den Frauen.
- Im Ringen wurde im Freistil das Papiergewicht wieder eingeführt – im griechisch-römischen Stil kam das Papiergewicht neu hinzu. Bei den beiden Disziplinen Freistil und Griechisch-römisch wurde das Superschwergewicht für Männer hinzugefügt.
- Im Schießen wurde das Kleinkalibergewehr Laufende Scheibe, 50 m als offener Klasse hinzugefügt.
- Im Segeln wurden die Bootsklassen Soling und Tempest eingeführt.

### Olympische Sportarten/Disziplinen
- Basketball Gesamt (1) = Männer (1)
- Bogenschießen Gesamt (2) = Männer (1)/Frauen (1)
- Boxen Gesamt (11) = Männer (11)
- Fechten Gesamt (8) = Männer (6)/Frauen (2)
- Fußball Gesamt (1) = Männer (1)
- Gewichtheben Gesamt (9) = Männer (9)
- Handball Gesamt (1) = Männer (1)
- Hockey Gesamt (1) = Männer (1)
- Judo Gesamt (6) = Männer (6)
- Kanusport
  -  Kanurennsport Gesamt (7) = Männer (5)/Frauen (2)
  -  Kanuslalom Gesamt (4) = Männer (3)/Frauen (1)
- Leichtathletik Gesamt (38) = Männer (24)/Frauen (14)
- Moderner Fünfkampf Gesamt (2) = Männer (2)
- Radsport
  -  Bahn Gesamt (5) = Männer (5)
  -  Straße Gesamt (2) = Männer (2)
- Reiten
  -  Dressur Gesamt (2) = Offen (2)
  -  Springen Gesamt (2) = Offen (2)
  -  Vielseitigkeit Gesamt (2) = Offen (2)
- Ringen
  -  Freistil Gesamt (10) = Männer (10)
  -  Griechisch-römisch Gesamt (10) = Männer (10)
- Rudern Gesamt (7) = Männer (7)
- Schießen Gesamt (8) = Offen (8)
- Schwimmsport
  -  Schwimmen Gesamt (29) = Männer (15)/Frauen (14)
  -  Wasserball Gesamt (1) = Männer (1)
  -  Wasserspringen Gesamt (4) = Männer (2)/Frauen (2)
- Segeln Gesamt (6) = Offen (6)
- Turnen Gesamt (14) = Männer (8)/Frauen (6)
- Volleyball Gesamt (2) = Männer (1)/Frauen (1)

Anzahl der Wettkämpfe in Klammern

### Zeitplan
| Zeitplan                  | Zeitplan           | Zeitplan | Zeitplan | Zeitplan | Zeitplan | Zeitplan  | Zeitplan  | Zeitplan  | Zeitplan  | Zeitplan  | Zeitplan  | Zeitplan  | Zeitplan  | Zeitplan  | Zeitplan  | Zeitplan  | Zeitplan  | Zeitplan  | Zeitplan           | Zeitplan  |
| Disziplin                 | Disziplin          | Sa. 26.  | So. 27.  | Mo. 28.  | Di. 29.  | Mi. 30.   | Do. 31.   | Fr. 1.    | Sa. 2.    | So. 3.    | Mo. 4.    | Di. 5. *  | Mi. 6. *  | Do. 7.    | Fr. 8.    | Sa. 9.    | So. 10.   | Mo. 11.   | Ent- schei- dungen | Zuschauer |
| Disziplin                 | Disziplin          | August   | August   | August   | August   | August    | August    | September | September | September | September | September | September | September | September | September | September | September | Ent- schei- dungen | Zuschauer |
| ------------------------- | ------------------ | -------- | -------- | -------- | -------- | --------- | --------- | --------- | --------- | --------- | --------- | --------- | --------- | --------- | --------- | --------- | --------- | --------- | ------------------ | --------- |
| Eröffnungsfeier           | Eröffnungsfeier    |          |          |          |          |           |           |           |           |           |           |           |           |           |           |           |           |           |                    | 62.592    |
| Basketball                | Basketball         |          |          |          |          |           |           |           |           |           |           |           |           |           |           | 1         |           |           | 1                  | 139.125   |
| Bogenschießen             | Bogenschießen      |          |          |          |          |           |           |           |           |           |           |           |           |           |           |           | 2         |           | 2                  | 8.469     |
| Boxen                     | Boxen              |          |          |          |          |           |           |           |           |           |           |           |           |           |           |           | 11        |           | 11                 | 145.246   |
| Fechten                   | Fechten            |          |          |          |          | 1         | 1         |           | 1         | 1         | 1         |           | 1         |           | 1         | 1         |           |           | 8                  | 26.181    |
| Fußball                   | Fußball            |          |          |          |          |           |           |           |           |           |           |           |           |           |           |           | 1         |           | 1                  | 556.582   |
| Gewichtheben              | Gewichtheben       |          | 1        | 1        | 1        | 1         | 1         |           | 1         | 1         | 1         |           | 1         |           |           |           |           |           | 9                  | 33.623    |
| Handball                  | Handball           |          |          |          |          |           |           |           |           |           |           |           |           |           |           |           | 1         |           | 1                  | 123.204   |
| Hockey                    | Hockey             |          |          |          |          |           |           |           |           |           |           |           |           |           |           |           | 1         |           | 1                  | 78.020    |
| Judo                      | Judo               |          |          |          |          |           | 1         | 1         | 1         | 1         | 1         |           |           |           |           | 1         |           |           | 6                  | 51.813    |
| Kanusport                 | Kanurennsport      |          |          |          |          |           |           |           |           |           |           |           |           |           |           | 7         |           |           | 7                  | 72.272    |
| Kanusport                 | Kanuslalom         |          |          | 2        |          | 2         |           |           |           |           |           |           |           |           |           |           |           |           | 4                  | 72.272    |
| Leichtathletik            | Leichtathletik     |          |          |          |          |           | 2         | 2         | 5         | 5         | 3         |           |           | 7         | 2         | 3         | 9         |           | 38                 | 1.081.834 |
| Moderner Fünfkampf        | Moderner Fünfkampf |          |          |          |          |           | 2         |           |           |           |           |           |           |           |           |           |           |           | 2                  | 25.353    |
| Radsport                  | Bahn               |          |          |          |          |           | 1         | 1         | 1         |           | 2         |           |           |           |           |           |           |           | 5                  | 39.609    |
| Radsport                  | Straße             |          |          |          | 1        |           |           |           |           |           |           |           |           | 1         |           |           |           |           | 2                  | 39.609    |
| Reitsport                 | Dressur            |          |          |          |          |           |           |           |           |           |           |           |           | 1         |           | 1         |           |           | 2                  | 202.517   |
| Reitsport                 | Springen           |          |          |          |          |           |           |           |           | 1         |           |           |           |           |           |           |           | 1         | 2                  | 202.517   |
| Reitsport                 | Vielseitigkeit     |          |          |          |          |           |           | 2         |           |           |           |           |           |           |           |           |           |           | 2                  | 202.517   |
| Ringen                    | Freistil           |          |          |          |          |           | 10        |           |           |           |           |           |           |           |           |           |           |           | 10                 | 72.821    |
| Ringen                    | Griech.-röm.       |          |          |          |          |           |           |           |           |           |           |           |           |           |           |           | 10        |           | 10                 | 72.821    |
| Rudern                    | Rudern             |          |          |          |          |           |           |           | 7         |           |           |           |           |           |           |           |           |           | 7                  | 109.914   |
| Schießen                  | Schießen           |          | 1        | 1        | 1        | 1         |           | 2         | 2         |           |           |           |           |           |           |           |           |           | 8                  | 20.600    |
| Schwimmsport              | Schwimmen          |          |          | 3        | 4        | 4         | 3         | 3         | 4         | 4         | 4         |           |           |           |           |           |           |           | 29                 | 161.089   |
| Schwimmsport              | Wasserball         |          |          |          |          |           |           |           |           |           | 1         |           |           |           |           |           |           |           | 1                  | 161.089   |
| Schwimmsport              | Wasserspringen     |          |          | 1        |          | 1         |           |           | 1         |           | 1         |           |           |           |           |           |           |           | 4                  | 161.089   |
| Segeln                    | Segeln             |          |          |          |          |           |           |           |           |           |           |           |           |           | 6         |           |           |           | 6                  | 32.655    |
| Turnen                    | Turnen             |          |          | 1        | 1        | 2         | 4         | 6         |           |           |           |           |           |           |           |           |           |           | 14                 | 99.268    |
| Volleyball                | Volleyball         |          |          |          |          |           |           |           |           |           |           |           |           | 1         |           | 1         |           |           | 2                  | 103.346   |
| Trauerfeier               | Trauerfeier        |          |          |          |          |           |           |           |           |           |           |           |           |           |           |           |           |           |                    | 80.000    |
| Schlussfeier              | Schlussfeier       |          |          |          |          |           |           |           |           |           |           |           |           |           |           |           |           |           |                    | 62.712    |
| Demonstrationswettbewerbe |                    |          |          |          |          |           |           |           |           |           |           |           |           |           |           |           |           |           |                    |           |
| Badminton                 | Badminton          |          |          |          |          |           |           |           |           |           | 4         |           |           |           |           |           |           |           |                    | 3.970     |
| Wasserski                 | Wasserski          |          |          |          |          |           |           |           | 2         | 4         |           |           |           |           |           |           |           |           |                    | 450       |
| Entscheidungen            | Entscheidungen     |          | 2        | 9        | 8        | 12        | 25        | 17        | 23        | 13        | 14        |           | 2         | 10        | 9         | 15        | 35        | 1         | 195                |           |
|                           |                    | Sa. 26.  | So. 27.  | Mo. 28.  | Di. 29.  | Mi. 30.   | Do. 31.   | Fr. 1.    | Sa. 2.    | So. 3.    | Mo. 4.    | Di. 5. *  | Mi. 6. *  | Do. 7.    | Fr. 8.    | Sa. 9.    | So. 10.   | Mo. 11.   |                    |           |
| August                    | August             | August   | August   | August   | August   | September | September | September | September | September | September | September | September | September | September | September |           |           |                    |           |

Farblegende

## Terroranschlag

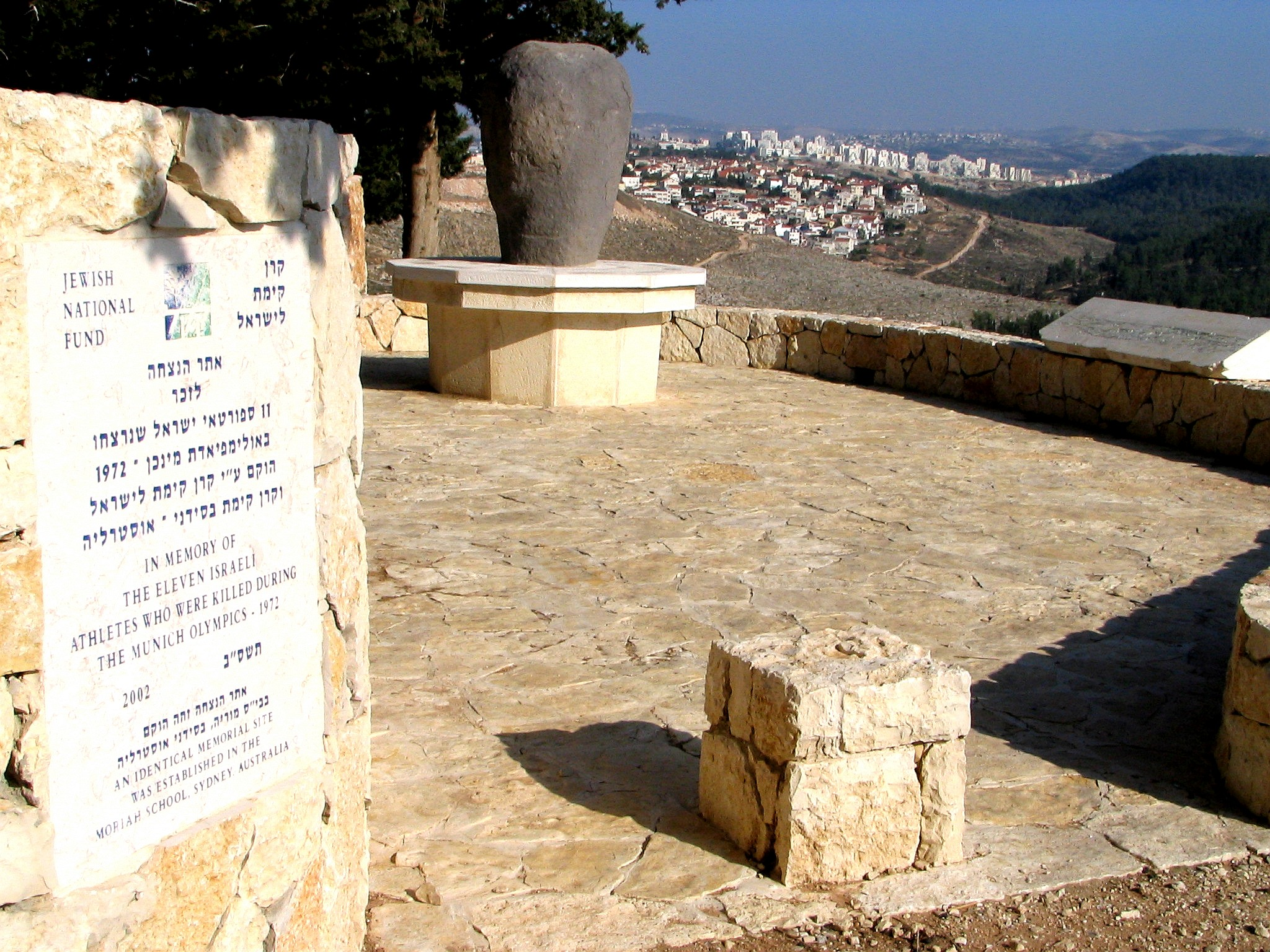
Gedenkstätte in Israel für die Todesopfer der während der Olympischen Spiele durch palästinensische Terroristen verübten Geiselnahme israelischer Sportler

Am Morgen des 5. September 1972 ereignete sich ein folgenschweres Attentat, bei dem acht Mitglieder der palästinensischen Terrororganisation Schwarzer September über den Zaun des olympischen Dorfs kletterten und in das Appartement der israelischen Olympiamannschaft in der Connollystraße 31 eindrangen. Die mit Sturmgewehren bewaffneten Geiselnehmer hatten keine Mühe, die israelischen Sportler zu überwältigen, da die Türen zu ihren Wohnungen nicht abgeschlossen waren und die Sicherheitsbedingungen während der Olympischen Spiele bewusst locker gehalten wurden, um die Veränderung, die Deutschland seit den Olympischen Sommerspielen 1936 vollzogen hatte, zu präsentieren.
Die Terroristen nahmen die elf israelischen Delegationsmitglieder David Mark Berger, Eliezer Halfin, Zeev Friedman, Yossef Gutfreund, Josef Romano, Amitzur Shapira, Kehat Shorr, Mark Slavin, André Spitzer, Yakov Springer und Mosche Weinberg als Geiseln. Der Ringertrainer Mosche Weinberg und der Gewichtheber Josef Romano wurden gleich zu Beginn der Aktion verwundet, beide starben noch im olympischen Dorf an ihren Verletzungen.
Die palästinensischen Terroristen verlangten die Freilassung von 232 Palästinensern aus israelischen Gefängnissen sowie die Freilassung der deutschen Terroristen Andreas Baader und Ulrike Meinhof und des japanischen Terroristen Kōzō Okamoto. Die israelische Regierung reagierte sofort und ließ mitteilen, dass es keine Verhandlungen gebe. Bei einem gescheiterten Befreiungsversuch der deutschen Behörden wurden auf dem Flugplatz Fürstenfeldbruck alle anderen Geiseln, fünf Terroristen und ein deutscher Polizist getötet. Zu Beginn der Geiselnahme wurden die Spiele zunächst fortgesetzt und erst nach Protesten zahlreicher Teilnehmer und Besucher unterbrochen. Nach dem Tod der israelischen Sportler blieben die Spiele für einen Tag unterbrochen und nach einer Trauerfeier im Olympiastadion ließ IOC-Präsident Avery Brundage sie mit dem Satz „The games must go on!“ fortführen.

## Zeremonien

### Eröffnungsfeier

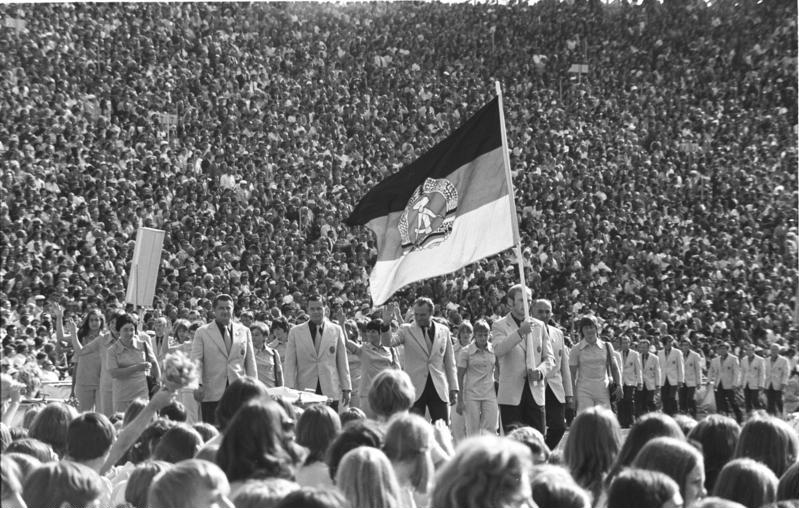
Einmarsch der DDR-Mannschaft ins Olympiastadion

Die Eröffnungsfeier im Olympiastadion begann am Samstag, dem 26. August 1972 um 15 Uhr, Stadionsprecher war Joachim Fuchsberger. Wenige Minuten vor dem Einzug der Nationen traf Bundespräsident Gustav Heinemann im Stadion ein, und die deutsche Nationalhymne erklang. Im Anschluss begann vor knapp 71.000 Zuschauern der Einzug der Nationen. In diesem etwa 90 Minuten dauernden Teil ertönte europäische, chinesische, arabische, afrikanische und südamerikanische Musik, gespielt von der Big Band von Kurt Edelhagen, der dieses Medley, welches zu den längsten der Musikgeschichte gehört, zusammen mit Dieter Reith, Jerry van Rooyen und Peter Herbolzheimer komponiert und zusammengestellt hatte. Fahnenträger für die Mannschaft der Bundesrepublik Deutschland war der Kanute Detlef Lewe, für die der Deutschen Demokratischen Republik der Boxer Manfred Wolke.
Der traditionelle Gruß der Jugend, dargeboten von 3500 Münchner Schulkindern mit selbstgebundenen Bögen und Blumensträußen, begleitet vom Gesang des Tölzer Knabenchors mit dem Stück Rota, einem von Carl Orff neu arrangierten altenglischen Kanon aus dem 13. Jahrhundert, wurde international sehr positiv aufgenommen, wie etwa der Ausgabe der US-amerikanischen Tageszeitung „Daily News“ zu entnehmen war:
„‚Flower Power‘ verkündeten die Münchner Kinder – sie sind der Geist der Münchner Spiele, der Geist eines neuerstandenen Deutschland.“
Im Anschluss folgte die olympische Hymne in einer Variante von Alfred Goodman, die live vom Bundeswehrmusikkorps unter der Leitung von Hauptmann Ronald Lindner gespielt wurde. Hierbei wurde bewusst auf einen Chor verzichtet. Dann folgten die Ansprachen vom Präsidenten des Organisationskomitees, Willi Daume, vom Präsidenten des IOC, Avery Brundage, und schließlich die offizielle Eröffnung durch den Bundespräsidenten Gustav Heinemann.
Dieser offizielle Teil der Veranstaltung fand seine Fortführung mit dem Hineintragen und Hissen der Olympiaflagge durch Horst Meyer, Rüdiger Henning, Dirk Schreyer, Egbert Hirschfelder, Jörg Siebert, Niko Ott, Roland Böse und Gunther Tiersch. Diese hatten bei den Olympischen Sommerspielen 1968 in Mexiko-Stadt die Goldmedaille im Achter beim Rudern errungen. Im Anschluss wurde die Traditionsfahne an Oberbürgermeister Georg Kronawitter übergeben, der kurz vor den Olympischen Spielen die Nachfolge von Hans-Jochen Vogel angetreten hatte, und verschiedene Gruppen und Kapellen zeigten unter anderem den Mariachi und Schuhplattler. Als Botschafter des Friedens stiegen dann 5000 weiße Brieftauben in den Himmel auf.
Als weiterer Höhepunkt erfolgte die Ankündigung des letzten Fackelläufers, der Schlussläufer Günter Zahn entzündete dann das olympische Feuer. Ihm folgte je ein Sportler aus jedem Kontinent: Kipchoge Keino aus Afrika, Jim Ryun aus Amerika, Kenji Kimihara aus Asien und Derek Clayton aus Ozeanien. Dann sprachen die Leichtathletin Heidi Schüller und der Kampfrichter Heinz Pollay den olympischen Eid. Als fröhlicher Ausklang fungierte dann der Auszug der Nationen, nach etwa zweieinhalb Stunden war das Programm beendet. Das Programm wurde international durchweg positiv aufgenommen, die französische Tageszeitung L’ Aurore äußerte sich in ihrer Ausgabe wie folgt:
„Die erste Goldmedaille für die Deutschen! Ja, sie würden sie verdienen, weil sie uns am Samstag das wunderbarste Schauspiel gezeigt haben, von dem man für die Eröffnung der Olympischen Spiele träumen kann. Präsident Gustav Heinemann und Kanzler Willy Brandt hatten allen Grund, ihre Genugtuung auszudrücken und diesen Erfolg mit Genuss zu kosten.“

### Trauerfeier

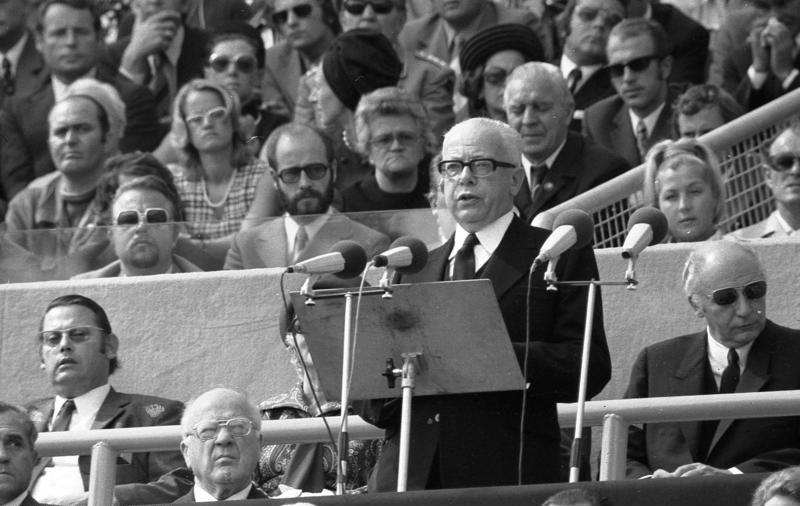
Bundespräsident Heinemann spricht auf der Trauerfeier

Nach der am 5. September verübten Geiselnahme an israelischen Athleten blieben die Olympischen Spiele für einen ganzen Tag unterbrochen und am 6. September wurde im Olympiastadion eine Gedenkstunde abgehalten. Der Beginn der Veranstaltung wurde musikalisch mit dem Trauermarsch aus der Eroica von Ludwig van Beethoven gestaltet. Die Leitung hatte Rudolf Kempe, gespielt wurde das Werk von den Münchner Philharmonikern.
Im Anschluss folgten Ansprachen von Willi Daume (Präsident des Organisationskomitees), Shmuel Lalkin (Vorsitzender der israelischen Olympiamannschaft), Gustav Heinemann (Bundespräsident) und durch Avery Brundage (Präsidenten des IOC):

„Alle zivilisierten Menschen verurteilen den verbrecherischen Überfall von Terroristen im friedlichen olympischen Bereich. Wir beklagen unsere israelischen Freunde, die Opfer dieses brutalen Angriffs. Es ist eine traurige Tatsache, daß in unserer unvollkommenen Welt, daß, je größer und bedeutender die Olympischen Spiele werden, sie umso mehr unter wirtschaftlichem, politischem und jetzt auch kriminellem Druck stehen. Die Spiele der XX. Olympiade sind das Ziel von zwei grausamen Angriffen gewesen, denn wir haben im Falle Rhodesien den Kampf gegen politische Erpressung verloren. Wir verfügen nur über die Kraft eines großen Ideals. Ich bin überzeugt, daß die Weltöffentlichkeit mit mir einer Meinung ist, daß wir es nicht zulassen können, daß eine Handvoll Terroristen diesen Kern internationaler Zusammenarbeit und guten Willens zerstört, den die Olympischen Spiele darstellen.
Die Spiele müssen weitergehen, wir müssen in unseren Bemühungen fortfahren, sie rein und ehrlich zu erhalten und zu versuchen, die sportliche Haltung der Athleten in andere Bereiche zu tragen. Wir erklären hiermit den heutigen Tag zum Tag der Trauer und werden alle Veranstaltungen einen Tag später als ursprünglich geplant fortsetzen.“

Das Ende der Trauerfeier wurde mit der Egmont-Ouvertüre von Ludwig van Beethoven untermalt. Die Leitung hatte hier Fritz Rieger, die Münchner Philharmoniker spielten auch dieses Werk.

### Schlussfeier
Die Schlussfeier im Olympiastadion, ursprünglich für Sonntag, den 10. September 1972 geplant, begann am Montag, dem 11. September 1972 um 19:30 Uhr, Stadionsprecher war wie schon bei der Eröffnungsfeier Joachim Fuchsberger. Im Vorfeld fanden im Innenraum des Stadions noch verschiedene reiterliche Darbietungen statt, beispielsweise Voltigieren und Quadrillereiten. Nach der Geiselnahme vom 5. September 1972 wurde der geplante Ablauf der Feier leicht abgewandelt.
Zu Beginn dieser Veranstaltung zogen die Athleten und Betreuer mit ihren Landesflaggen in das Stadion ein und nahmen in zwangloser Folge hinter den Fahnen Aufstellung. Bevor Avery Brundage das Podium betrat, wurden die Flaggen Griechenlands, der Bundesrepublik Deutschland und Kanadas gehisst und die Nationalhymnen gespielt. Dann folgte der letzte Auftritt des seit 1952 amtierenden IOC-Präsidenten, der am 30. September 1972 sein Amt an den Iren Lord Killanin übergeben würde. Als letzte Amtshandlung erklärte Avery Brundage die Spiele der XX. Olympiade für beendet und rief die Jugend der Welt auf, sich in vier Jahren in Montreal zu versammeln, um die XXI. Olympischen Spiele zu feiern. Die folgenden persönlichen Worte richtete er in deutscher Sprache an das Publikum:
„Liebe Münchner, Ihre herzliche und liebenswürdige Gastfreundschaft hat uns tief bewegt. Die Tage der strahlenden Freude haben wir zusammen gefeiert, und die schweren Stunden tiefster Dunkelheit haben wir mit Ihnen gemeinsam ertragen. Die Zeit des Abschieds ist gekommen. Wir kehren in unsere Heimat zurück und rufen Ihnen allen zu: Auf Wiedersehen!“
Daraufhin folgte minutenlanger Beifall der Zuschauer. Als der 85-jährige Amerikaner zur Ehrentribüne zurückging, stand auf der Anzeigetafel des Stadions in großen Buchstaben – falsch geschrieben – „Thank you Avery Brandage“. Das Olympiastadion lag im Dunkeln, nur das olympische Feuer brannte noch. Um 20:02 Uhr erlosch die Flamme unter den Klängen von acht Pauken und einer Trompete. Anschließend erhoben sich die Zuschauer, um der Opfer des Anschlags zu gedenken.
Bei spärlicher Beleuchtung wurde die Olympiaflagge eingeholt und aus dem Stadion getragen. Dann herrschte völlige Dunkelheit. Fünf 700 Meter lange, mit Helium gefüllte, 130 Meter hoch getragene, mit Scheinwerfern beleuchtete Polyethylen-Schläuche strahlten dann plötzlich als riesiger Regenbogen über dem Olympiasee, wo er vom Stadion aus zu sehen war („Olympia-Regenbogen“ von Otto Piene). Und als kurz darauf die Stadionbeleuchtung wieder eingeschaltet wurde, hatten sich 40 bayerische Trachtengruppen im Innenraum des Stadions aufgestellt. Ursprünglich hätten sie tanzen sollen, doch sie blieben mit ernster Miene unbewegt stehen.
Fackelträger bildeten eine Lichterkette um das Stadionrund bis zum Marathontor. Unter den Klängen des von der Big Band der Bundeswehr unter Leitung von Günter Noris gespielten „Munich Fanfare March“ folgte der gemeinsame Ausmarsch von Athleten, Betreuern und Trachtengruppen aus dem Olympiastadion. Jeder der etwa 62.000 Stadionbesucher hatte ein kleines Lämpchen bekommen, um den Teilnehmern damit zuzuwinken.
Im Laufe der Schlussfeier steuerte ein finnisches Passagierflugzeug ohne offizielle Genehmigung geradewegs auf die bayerische Landeshauptstadt zu. Verteidigungsminister Georg Leber nahm um 20:05 Uhr des 11. September 1972 von einem Adjutanten eine Meldung entgegen. Der olympische Sicherheitschef habe Alarm geschlagen, Terroristen hätten vor wenigen Minuten in Stuttgart ein Kleinflugzeug gestohlen. Man habe Erkenntnisse darüber, dass versucht werden sollte, aus dem gestohlenen Flugzeug über dem Olympiastadion in die Schlussfeier hinein Bomben zu werfen. In der Süddeutschen Zeitung (SZ) beschrieb Fuchsberger, dass ihm August Everding, der Regisseur der Abschlussfeier, die Nachricht überbrachte, dass es wahrscheinlich einen Angriff auf das Olympiastadion gebe. Die Meldung lautete: „Nicht identifizierte Flugobjekte im Anflug auf das Olympiastadion – möglicherweise Bombenabwurf – sag, was du für richtig hältst.“ Die Abfangjäger hatte Fuchsberger bemerkt, aber Fuchsberger wusste nicht, wie er die Situation retten könne. „Ich war der einsamste und angeschissenste Mensch, den man sich vorstellen kann“, sagte er später der SZ. Er befürchtete eine Massenpanik und entschied sich daher gegen eine Räumung. Im Nachhinein wurde bekannt, dass es sich nicht um eine terroristische Bedrohung gehandelt hatte, sondern die Flugzeugbesatzung durch einen technischen Defekt kurzzeitig die Orientierung verloren hatte und trotzdem sicher auf dem Flughafen München-Riem landen konnte.

## Wettbewerbe

### Basketball

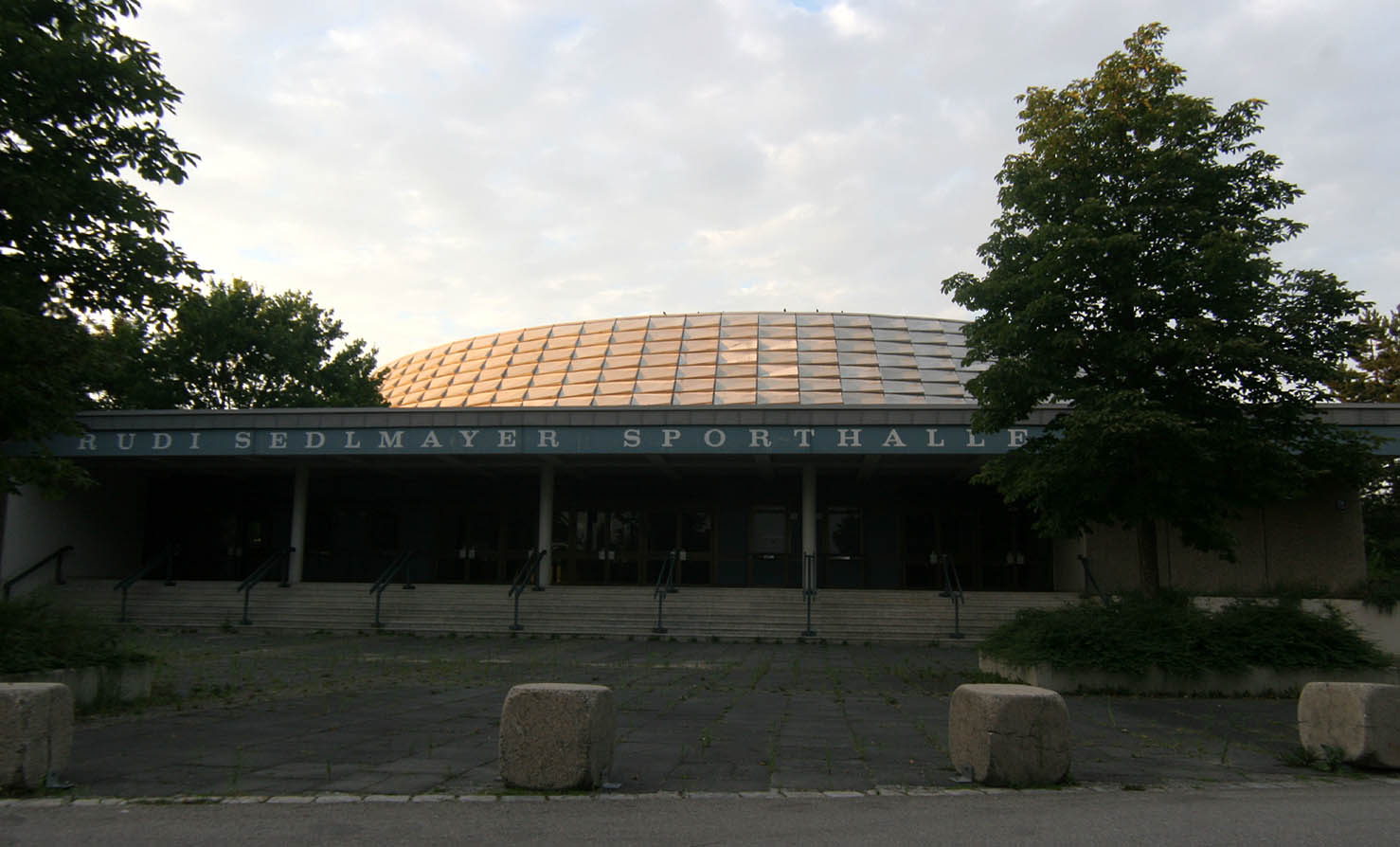
Die Rudi-Sedlmayer-Halle am Westpark – Ort der Wettbewerbe im Basketball

Am nur für Männer ausgetragenen olympischen Basketballturnier nahmen insgesamt 191 Sportler aus 16 Ländern teil. Als Qualifikation für dieses Turnier diente die Weltmeisterschaft, die vom 10. bis 25. Mai 1970 in Jugoslawien stattgefunden hatte. Hinzu kamen die jeweils besten Kontinentalvertreter sowie der Gastgeber und die Vereinigten Staaten als amtierender Olympiasieger. Für eine Aufsehen erregende Diskussion sorgte im Vorfeld das IOC, das auf der 72. Session ernsthaft darüber nachdachte, die maximale Körpergröße der Spieler auf 1,75 Meter bis 1,80 Meter zu begrenzen. Schließlich setzte sich aber die Meinung durch, dass das nicht die Angelegenheit des IOC wäre.
Im Anschluss des Vorrundenspiels zwischen Puerto Rico und Jugoslawien wurde der puerto-ricanische Spieler Miguel Coll des Dopings überführt, das Ergebnis – 79:74 für Puerto Rico – jedoch nicht revidiert. Die Fédération Internationale de Basketball drohte lediglich damit, die Mannschaft im Wiederholungsfall zu suspendieren. Nach dem palästinensischen Attentat verließ die ägyptische Mannschaft München. Ihr Zwischenrundenspiel gegen die Philippinen und ihr Finalrundenspiel gegen den Senegal wurde daher mit 2:0 zu ihren Ungunsten gewertet. Im Spiel um Platz drei trennten sich Kuba und Italien mit 66:65. Am 9. September um 21 Uhr standen sich im Finale die Sowjetunion und die Vereinigten Staaten gegenüber. Erstere gewann nach dramatischem Spiel 51:50 und errang somit die Goldmedaille. Silber ging an die Vereinigten Staaten, Bronze an Kuba. Ein Protest der Vereinigten Staaten, wonach der Siegeswurf nicht in der regulären Spielzeit erfolgt sei, wurde abgewiesen. Die amerikanischen Spieler erschienen daraufhin nicht zur Siegerehrung und verweigerten die Annahme der Silbermedaillen. Im gesamten Turnierverlauf wurden 72 Spiele ausgetragen.

### Bogenschießen

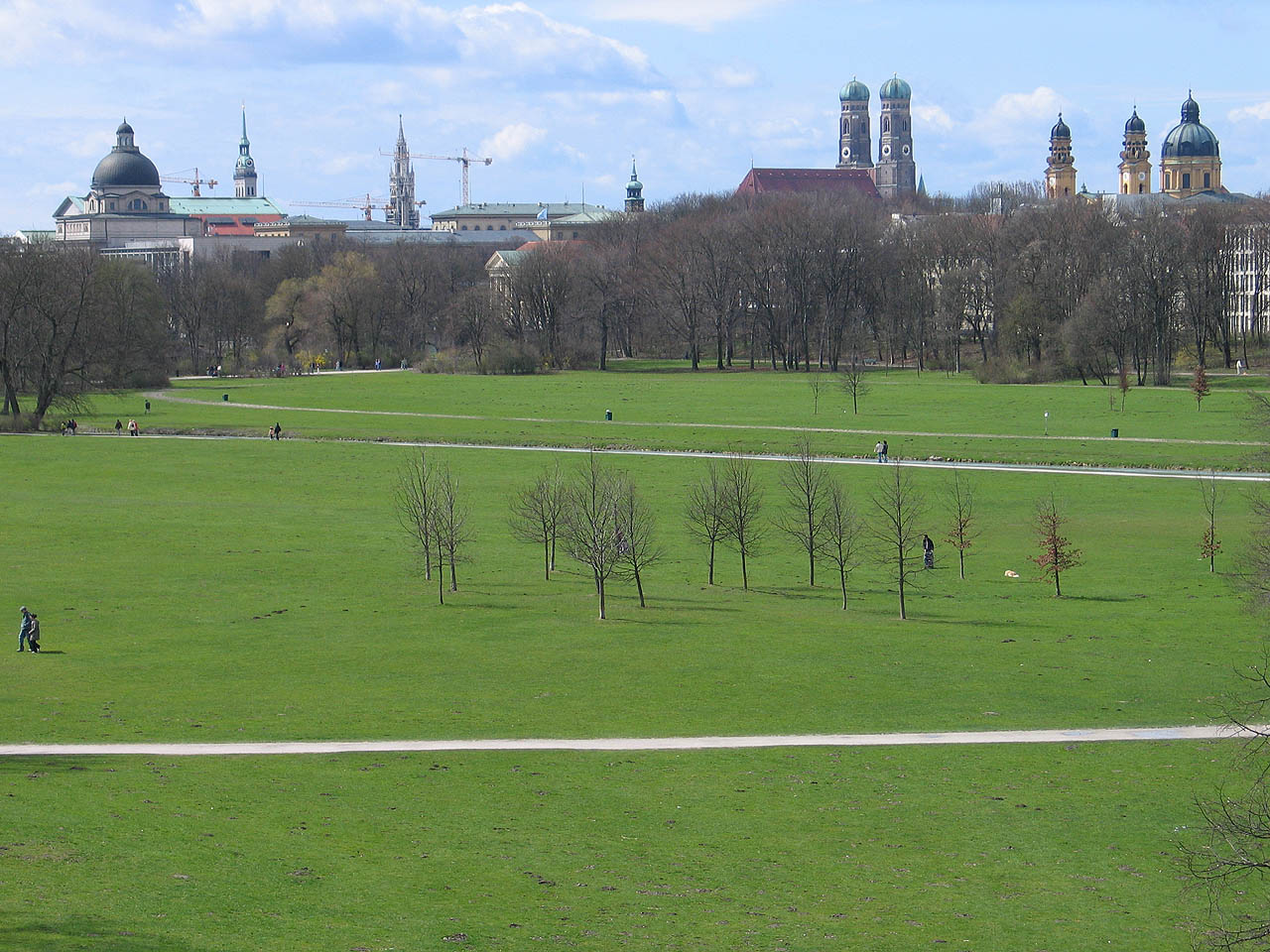
Der Englische Garten – Ort der Wettbewerbe im Bogenschießen

Das Bogenschießen, 1920 in Antwerpen letztmals ausgetragen, war in München nach 52 Jahren wieder olympisch. Es gab je einen Wettbewerb für Männer und Frauen; bei beiden war jeweils ein Teilnehmer je Land zugelassen. Maximal zwei weitere Schützen waren startberechtigt, wenn diese im Qualifikationszeitraum das Limit von 1.100 Ringen (bei Männern) beziehungsweise 1.050 Ringen (bei Frauen) erreicht hatten.
Am Wettbewerb der Männer nahmen 55 Athleten aus 24 Ländern teil. Ausgetragen wurde eine doppelte FITA-Runde von jeweils 144 Pfeilen aus Entfernungen von 90, 70, 50 und 30 Metern. Am Wettbewerb der Frauen nahmen 40 Athletinnen aus 21 Ländern teil. Ausgetragen wurde auch hier eine doppelte FITA-Runde von jeweils 144 Pfeilen, jedoch aus Entfernungen von 70, 60, 50 und 30 Metern. Die beiden US-Amerikaner John Williams mit 2528 Ringen und Doreen Wilber mit 2424 Ringen stellten neue Weltrekorde auf und gewannen so die Goldmedaille der Männer bzw. der Frauen.

### Boxen
Insgesamt 360 Sportler in elf Gewichtsklassen nahmen beim Boxen teil. Jedes Land durfte je Gewichtsklasse mit nur einem Sportler an den Start gehen. In München wurden erstmals Boxhandschuhe mit einer weißen Trefferfläche verwendet, dadurch sollten Treffer besser erkennbar sein. Überschattet wurden die Wettkämpfe durch zahlreiche Fehlurteile und Prügeleien.
Der puerto-ricanische Fliegengewichtler Wilfredo Gómez wurde mit einem falschen Geburtsdatum gemeldet, damit er das verlangte Mindestalter von 17 Jahren erreichte, tatsächlich war er erst 16 Jahre alt. Er schied jedoch bereits in der zweiten Runde aus. Teófilo Stevenson, der Sieger im Schwergewicht wurde mit dem Val-Barker-Pokal für den technisch besten Boxer der Spiele ausgezeichnet. Im Finale seiner Gewichtsklasse konnte der Rumäne Ion Alexe wegen einer Handverletzung nicht mehr antreten. Die erfolgreichsten Boxer kamen aus Kuba; sie holten insgesamt drei Gold-, eine Silber- und eine Bronzemedaille.

### Fechten
Im Fechten gab es acht Wettbewerbe, sechs für Männer und zwei für Frauen. Als Waffen dienten Floretts, Degen und Säbel. Zahlreiche Medaillenränge entschieden sich erst im Stechen, außerdem kam es des Öfteren zu Manipulationen: Im Einzelwettbewerb des Säbelfechtens schenkte Wiktor Sidjak dem Franzosen Regis Bonissent den zur Finalteilnahme fehlenden Sieg, der Franzose revanchierte sich dafür in der Finalrunde mit einer Niederlage. Außerdem führte Wiktor Sidjak seinen sowjetischen Landsmann Wladimir Naslymow mit einem geschenkten Sieg zur Bronzemedaille. Die erfolgreichsten Fechter kamen aus Ungarn, sie holten insgesamt zwei Gold-, vier Silber- und zwei Bronzemedaillen. Auch die Fechter aus der Sowjetunion waren mit zwei Gold-, zwei Silber- und drei Bronzemedaillen sehr erfolgreich.

### Fußball
Am olympischen Fußballturnier, welches nur für Männer ausgetragen wurde, nahmen insgesamt 270 Sportler aus 16 Ländern teil. Der Gastgeber und Ungarn als amtierender Olympiasieger waren gesetzt, die übrigen vierzehn Teilnehmer wurden in eigenen Qualifikationsrunden der einzelnen Kontinentalverbände ermittelt. Alle Kader bestanden aus je 19 Spielern. Bei jedem Spiel durften zwei Ersatzspieler eingewechselt werden, wofür vor Spielbeginn fünf Kandidaten benannt werden mussten. Erstmals gab es nach der Vorrunde eine zweite Gruppenphase. Die jeweiligen Gruppensieger spielten im Finale um die Goldmedaille, die beiden Zweitplatzierten um Bronze. Neben dem Münchner Olympiastadion wurden die Fußballspiele im Rosenaustadion in Augsburg, im ESV-Stadion in Ingolstadt, im Städtischen Stadion in Nürnberg, im Dreiflüssestadion in Passau und im Jahnstadion in Regensburg ausgetragen.
In der burmesischen Mannschaft, die mit zwei Niederlagen in der Vorrunde jedoch nicht die Zwischenrunde erreichen konnte, waren zwei Spieler mit dem Namen „Maung Aye“, die zur Unterscheidung mit Zahlen versehen werden mussten. Während der Zwischenrunde kam es zum ersten Aufeinandertreffen der beiden deutschen Mannschaften; die DDR siegte hierbei mit 3:2 und sicherte sich den Einzug in das Spiel um die Bronzemedaille. Mit etwa 80.000 Zuschauern war dieses Spiel das bestbesuchte des Turniers.
Das Spiel um Platz drei zwischen der DDR und der Sowjetunion geriet zur „Farce der deutsch-sowjetischen Freundschaft“, als es nach regulärer Spielzeit 2:2 stand. In der Verlängerung setzten beide Mannschaften auf ein taktisches Unentschieden, weil ein Elfmeterschießen nicht vorgesehen war und somit beide Mannschaften die Bronzemedaille erhielten. Dieses Verhalten brachte ihnen ein Pfeifkonzert der 70.000 Zuschauer ein. Am 10. September um 20:15 Uhr standen sich im Finale Polen und Ungarn gegenüber. Nachdem Ungarn in der ersten Halbzeit in Führung gegangen war, konnte Polen durch zwei Tore von Kazimierz Deyna in der zweiten Halbzeit den Sieg feiern. Das Spiel endete 2:1, und Polen errang die Goldmedaille, Silber ging an Ungarn. Torschützenkönig mit neun Treffern wurde Kazimierz Deyna vor dem ungarischen Spieler Antal Dunai mit sieben Toren. Im gesamten Turnierverlauf wurden 38 Spiele ausgetragen und 135 Tore erzielt.

### Gewichtheben

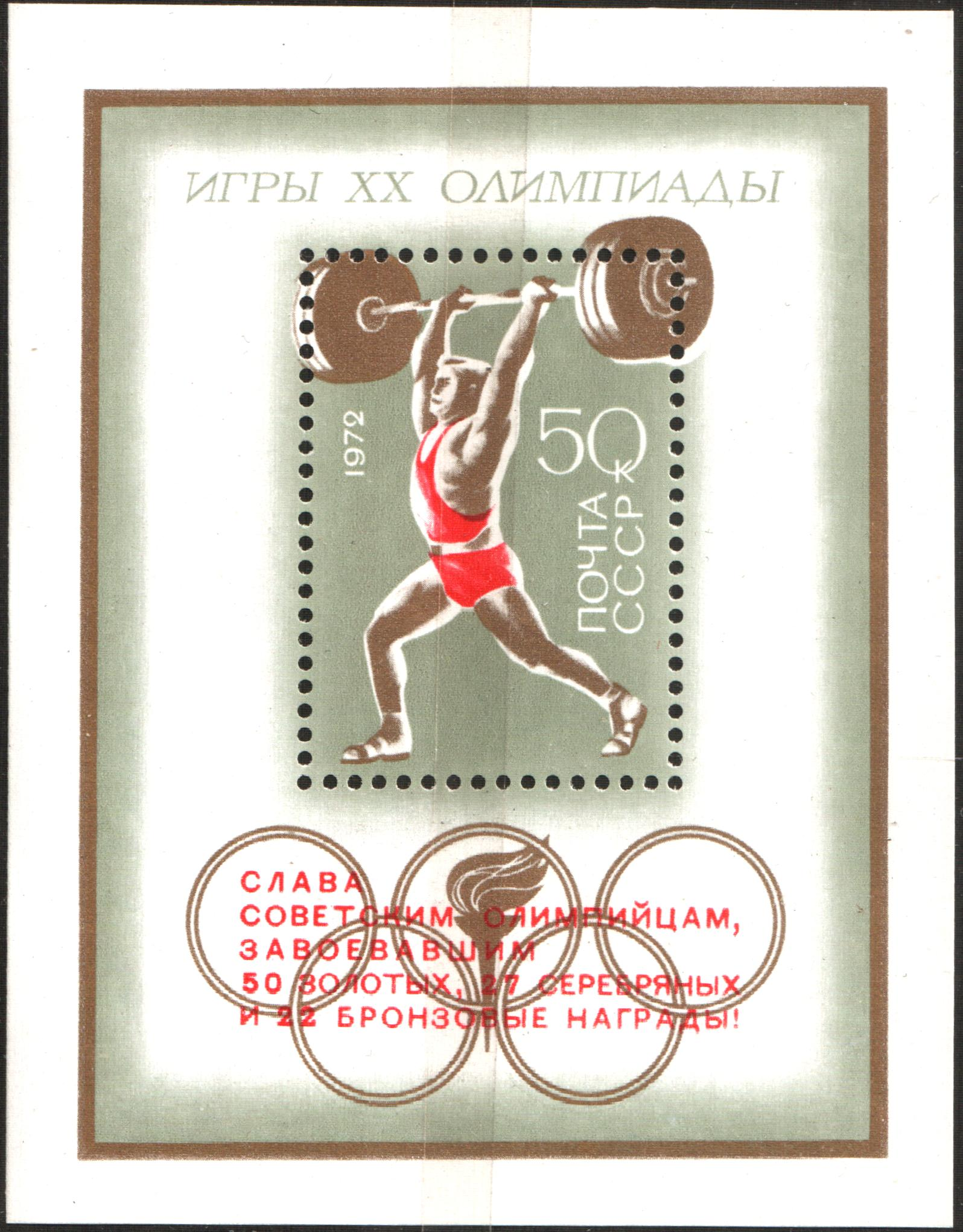
Sowjetischer Briefmarkenblock 1972

Im Gewichtheben nahmen insgesamt 188 Sportler in neun Gewichtsklassen teil. Neu in das Programm aufgenommen wurden Wettbewerbe im Fliegengewicht und Schwergewicht, wodurch erstmals neun und nicht mehr sieben Entscheidungen ausgetragen wurden. Letztmals wurde der Wettbewerb im Dreikampf (Reißen, Stoßen, Drücken) ausgetragen. Die ersten beiden offiziellen Dopingfälle überschatteten die Wettkämpfe: Der Iraner Arjomand Mohammad Nasehi und der Österreicher Walter Legel wurden wegen des unerlaubten Gebrauchs von Ephedrin disqualifiziert. Der Großteil der Spitze konsumierte Anabolika, die zu diesem Zeitpunkt noch nicht nachweisbar waren, aber zu einer ungeahnten Leistungssteigerung führten. In vier Wettbewerben wurden im olympischen Dreikampf neue Weltrekorde aufgestellt:
- Bantamgewicht, Imre Földi (HUN): 377,50 Kilogramm
- Federgewicht, Norair Nurikjan (BUL): 402,50 Kilogramm
- Leichtgewicht, Mucharbi Kirschinow (URS): 460,00 Kilogramm
- Mittelgewicht, Jordan Bikow (BUL): 485,00 Kilogramm

Die erfolgreichsten Gewichtheber kamen aus Bulgarien; sie holten insgesamt drei Gold- und drei Silbermedaillen. Auch die sowjetischen Athleten waren mit drei Gold-, einer Silber- und einer Bronzemedaille sehr erfolgreich.

### Handball
243 Sportler aus 16 Ländern nahmen an dem nur für Männer ausgetragenen olympischen Handballturnier teil. Als Turnierqualifikation diente die Weltmeisterschaft. Die übrigen Mannschaften wurden in Kontinentalmeisterschaften und einem Qualifikationsturnier bestimmt. Erstmals seit den Olympischen Sommerspielen 1936 in Berlin war Handball wieder in das Programm aufgenommen worden. Es wurde ein zweiter Schiedsrichter eingeführt, die Spielfläche hatte eine Größe von 40 Meter × 20 Meter und außerdem wurden die Spiele erstmals in der Halle ausgetragen. Im Spiel um Platz drei trennten sich Rumänien und die DDR mit 19:16. Am 10. September um 21 Uhr standen sich im Finale Jugoslawien und die Tschechoslowakei gegenüber. Jugoslawien gewann 21:16 und errang somit die Goldmedaille. Silber ging an die Tschechoslowakei, Bronze an Rumänien. Im gesamten Turnierverlauf wurden 44 Spiele ausgetragen.

### Hockey

Michael Krause erzielte den Siegestreffer im Finale

Am nur für Männer ausgetragenen olympischen Hockeyturnier nahmen insgesamt 272 Sportler aus 16 Ländern teil. Als Qualifikation diente die 1. Feldhockey-Weltmeisterschaft, die 1971 in Barcelona stattgefunden hatte. Alle zehn damals teilnehmenden Mannschaften waren auch für das olympische Turnier startberechtigt. Die übrigen sechs Mannschaften wurden in Kontinentalmeisterschaften bestimmt. Im Spiel um Platz drei trennten sich Indien und die Niederlande mit 2:1. Am 10. September um 12 Uhr standen sich im Finale die Bundesrepublik Deutschland und Pakistan gegenüber. Erstere gewann 1:0 und errang somit die Goldmedaille. Das Tor im Finale erzielte in der 60. Minute Michael Krause durch Verwandlung einer Strafecke. Die Deutschen waren damit die ersten europäischen Hockeyolympiasieger seit 1920.
Die pakistanischen Spieler weigerten sich bei der Siegerehrung, der deutschen Flagge die Ehre zu erweisen und traten auf ihre Medaillen ein. Außerdem bezichtigte die pakistanische Mannschaftsleitung den argentinischen Schiedsrichter Horacio Servetto und seinen australischen Kollegen Richard Jewell der Bestechlichkeit. Nachdem die pakistanischen Spieler dann die Umkleidekabinen beschädigt hatten, wurden sie zunächst auf Lebenszeit gesperrt und von den Olympischen Spielen ausgeschlossen. Nachdem sich Staatspräsident Zulfikar Ali Bhutto bei der deutschen Bundesregierung entschuldigt hatte, wurde die Mannschaft jedoch bereits 1976 begnadigt.
Da das IOC nur den im Finale eingesetzten 13 Spielern Goldmedaillen verliehen hatte, bestellte Bundesaußenminister Walter Scheel auf seine Rechnung fünf Nachprägungen für die Reservespieler.

### Judo
Im Judo nahmen insgesamt 141 Sportler in fünf Gewichtsklassen teil. Außerdem wurde ein Wettbewerb mit 26 Teilnehmern in der „Offenen Klasse“ ausgetragen. Die Kampfzeit lag in der Vorrunde bei sechs, im Halbfinale bei acht und im Finale bei zehn Minuten. Zum Sieg reichte ein Ippon. Im Leichtgewicht belegte der Mongole Bachaawaagiin Bujadaa Platz zwei, wurde aber als erster Judoka in der Sportgeschichte disqualifiziert, da er mit Koffein gedopt war. Toyokazu Nomura, der japanische Olympiasieger im Weltergewicht, benötigte für seine fünf Kämpfe nur 10:49 Minuten. Die erfolgreichsten Judoka kamen aus Japan; sie holten insgesamt drei Gold- und eine Bronzemedaille. Auch die niederländischen Athleten waren mit zwei Goldmedaillen, welche beide Willem Ruska gewann, sehr erfolgreich.

### Kanu

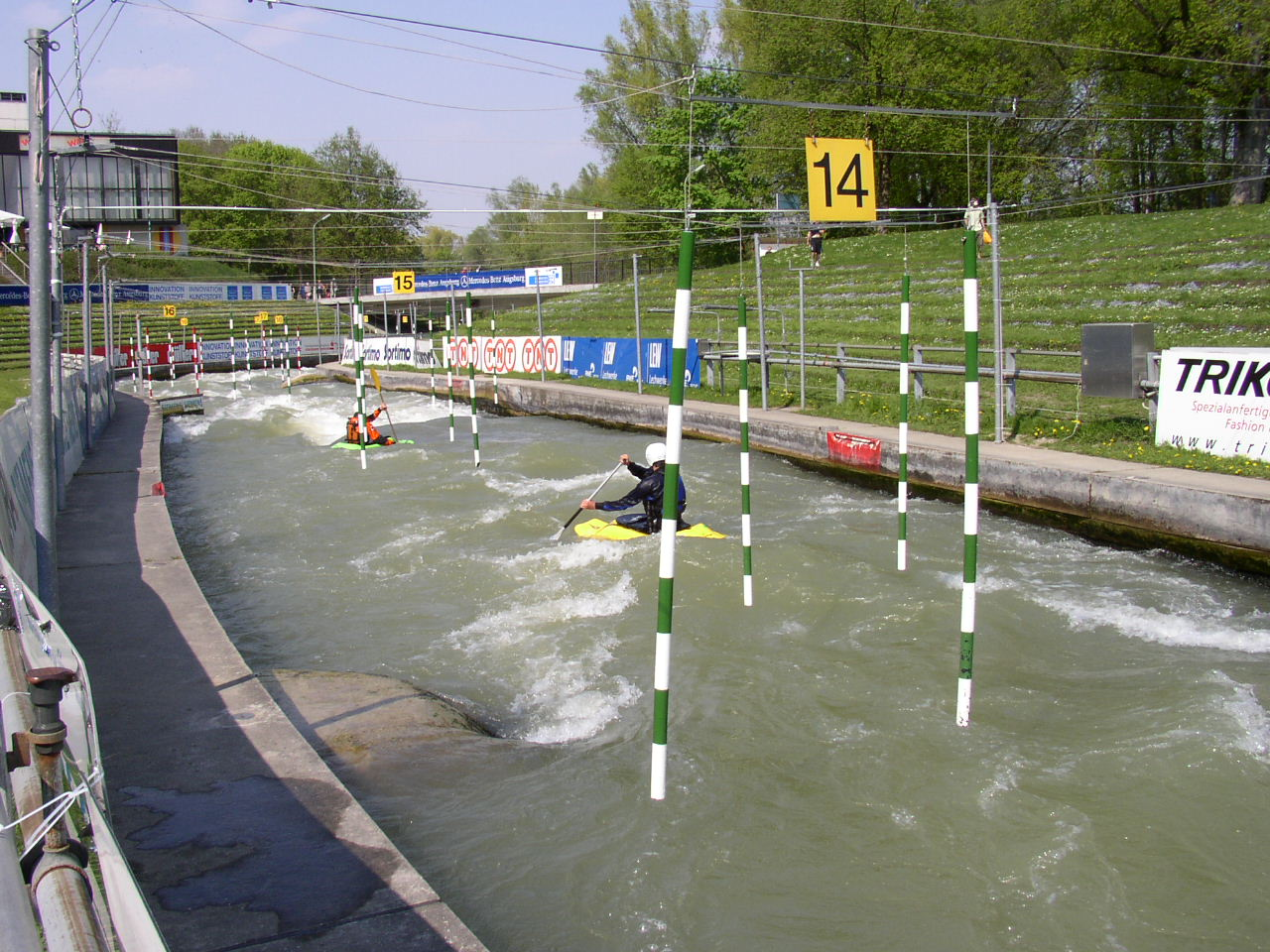
Der Augsburger Eiskanal – Ort der Wettbewerbe im Kanuslalom

Im Kanusport wurden sieben Wettbewerbe im Kanurennsport und vier im Kanuslalom ausgetragen. Die fünf Entscheidungen im Rennsport der Männer gingen über eine Distanz von 1000 Meter, die beiden Entscheidungen der Frauen über 500 Meter. 17 der 21 Medaillen gewannen Athleten des Ostblocks, sechs Goldmedaillen gingen an Sportler der Sowjetunion. Während der Siegerehrung des Wettbewerbs im Einer-Kajak erlitt der Zweitplatzierte Rolf Peterson einen Schwächeanfall und musste sich auf das Siegertreppchen setzen, um sich auszuruhen. Im Einer-Kanadier sorgte der Rumäne Ivan Patzaichin für den einzigen nichtsowjetischen Sieg. Der Finallauf im Zweier-Kanadier endete mit dem knappsten Ergebnis eines olympischen Kanurennens. Ein 300-Meter-Endspurt brachte die rumänischen Titelverteidiger Ivan Patzaichin und Serghei Covaliov auf nur drei Hundertstelsekunden an die siegenden Sowjets heran, was aber erst auf dem Zielfoto ersichtlich wurde.
Bereits im Jahr 1966 vorgeschlagen, wurde 1970 die Sportart Kanuslalom vom IOC in das olympische Programm aufgenommen. Für die Olympischen Spiele in München war vorgesehen, dass die vier Wettbewerbe (dreimal Männer; einmal Frauen) auf einer extra dafür errichteten künstlichen Wettkampfstrecke am Lech in Augsburg stattfinden sollten. Mit der Mitte 1971 erfolgten Fertigstellung dieses 660 Meter langen und mit 36 Hindernissen ausgestatteten Parcours begann gleichzeitig eine neue Ära im Wildwassersport, welche ein Training unabhängig von den bisherigen Unwägbarkeiten eines natürlichen Gewässers (unterschiedliche Wasserstände, Strömungsschwankungen) zuließen. Um den dadurch entstandenen Vorteil der gastgebenden bundesdeutschen Kanuten auszugleichen, wurde auf Initiative der DDR-Sportführung eine verkürzte Variante der Olympiastrecke an der Zwickauer Mulde nachgebaut. Diese Investition schien sich auszuzahlen, da die Mannschaft der DDR die olympischen Wettkämpfe dominierte und alle vier Olympiasieger stellte.
Kanuslalom wurde nach den Olympischen Spielen in München aus dem Programm gestrichen und wurde erst ab den Olympischen Sommerspielen 1992 in Barcelona wieder olympisch.

### Leichtathletik
In der Leichtathletik wurden 24 Wettbewerbe für Männer und 14 Wettbewerbe für Frauen ausgetragen. Die Teilnahme regelte der internationale Leichtathletikverband (IAAF), welcher Blutdoping verdammte. Es gab jedoch noch keine Möglichkeit, entsprechende Kontrollen durchzuführen. Die Zeitmessung erfolgte erstmals vollautomatisch auf Hundertstelsekunden, zuständig für die Zeitmessung war die Firma Junghans. Bei der Weitenmessung in den Wurfdisziplinen kam zum ersten Mal kein Maßband mehr zum Einsatz. Nun wurde die Aufschlagstelle mit einem Prismenreflektor markiert, auf den ein geodätisches Messgerät, ein elektronischer Tachymeter der Firma Carl Zeiss in Oberkochen, gerichtet wurde. Mittels infraroter Strahlen wurde die Entfernung dann gemessen.
Der sowjetische Athlet Walerij Borsow gewann die Goldmedaillen im 100-Meter-Lauf und im 200-Meter-Lauf und sorgte damit für den ersten nichtamerikanischen Sprintdoppelsieg. Weil der US-amerikanische Trainer Stan Wright den schon Monate zuvor veröffentlichten Zeitplan nicht kannte, verpassten die Läufer Rey Robinson und Eddie Hart den Zwischenlauf. Nur Robert Taylor erreichte noch rechtzeitig das Stadion und musste seinen Lauf ohne jedes Aufwärmen absolvieren. Im Finallauf gewann er die Silbermedaille. Während der Siegerehrung des 400-Meter-Laufs sorgten die beiden US-Amerikaner Vince Matthews und Wayne Collett für einen Skandal, als sie demonstrativ salopp auftraten. Sie erschienen zu dieser Zeremonie barfuß, und während die Nationalhymne ertönte, spielten sie mit ihren Medaillen, tanzten, lachten, unterhielten sich und grüßten das Publikum mit erhobener Faust. Dies erinnerte viele an die Demonstration von Black Power bei den Olympischen Spielen 1968. Die US-amerikanische Mannschaftsleitung sperrte die beiden Sportler daraufhin. Da auch Lee Evans wegen seines angedrohten Boykotts bei einer rhodesischen Olympiateilnahme ausgeschlossen wurde und sich John Smith eine Oberschenkelverletzung zugezogen hatte, mussten die Vereinigten Staaten ihre Mannschaft in der 4-mal-400-Meter-Staffel zurückziehen. Von den sechs nominierten Läufern blieben lediglich Maurice Peoples und Tommy Turner übrig.
In einem 5000-Meter-Vorlauf sollte auch der Äthiopier Miruts Yifter starten, versuchte jedoch das Olympiastadion durch einen falschen Eingang zu betreten. Da der Ordner kein Einsehen hatte, gelang es Yifter nicht, rechtzeitig zum Start anwesend zu sein. Der Finne Lasse Virén gewann den 5000-Meter-Lauf, trat im Finale des 10.000-Meter-Laufs jedoch während des fünften Kilometers auf die Bahninnenkante und stürzte. Daraufhin fiel der Tunesier Mohamed Gammoudi über ihn hinweg. Dieser setzte dann zwar das Rennen fort, gab aber bald auf, als er merkte, dass er nicht mehr an die Spitze herankam. Nach diesem Fauxpas konnte Lasse Virén auch diesen Lauf für sich entscheiden und wurde somit Doppelolympiasieger.
Beim Marathonlauf stahl der 16-jährige Oberschüler Norbert Südhaus aus Wiedenbrück dem Sieger Frank Shorter die Show, indem er am Ende des Rennens kurz vor dem Stadion die Streckenabsperrung überwand und mit Sportkleidung und der falschen Meldenummer 72 unter dem Jubel von zehntausenden Zuschauern als Erster ins Olympiastadion rannte. Das ahnungslose Publikum feierte ihn statt des eigentlichen Siegers mit großen Ovationen, merkte es aber erst einige Zeit später. Norbert Südhaus wurde festgenommen und zu Willi Daume geführt. Irgendwann tat es ihm leid, und er schrieb dem US-Amerikaner einen Entschuldigungsbrief, auf den er aber nie eine Antwort erhielt. Letzter des Marathonlaufs wurde Maurice Charlotin, der von einem Elektrofahrzeug begleitet wurde. Als dieses auf den letzten Metern eine Panne hatte, blieb der Haitianer stehen, da er sich so an dieses Gefährt gewöhnt hatte. Christian Rudolph erlitt während des 400-Meter-Hürdenlaufs im Zwischenlauf an der letzten Hürde einen Achillessehnenriss und stürzte, wobei Dieter Büttner über ihn hinweg fiel. Der vom Deutschen Leichtathletik-Verband dagegen eingelegte Protest wurde aber von der Jury abgewiesen. In einem 3000-Meter-Hindernisvorlauf verlor der Australier Kerry O’Brien bei einer Rempelei 250 Meter vor dem Ziel einen Schuh, worauf er vor dem letzten Wassergraben das Rennen aufgab.
Beim 20-Kilometer-Gehen siegte Peter Frenkel, was er im Anschluss auch mit seinem Masseur in Schwabing feierte. Als er erst am nächsten Morgen in das olympische Dorf zurückkehrte, galt er bei der Mannschaftsleitung der DDR bereits als abtrünnig. Teamleiter Manfred Ewald hatte deshalb bereits die bayerische Polizei um Amtshilfe gebeten. Christoph Höhne wurde kurz vor dem Start des 50-Kilometer-Gehens durch eine anonyme Anzeige bei der Mannschaftsleitung der DDR beschuldigt, während des Wettkampfes in die Bundesrepublik fliehen zu wollen. Obwohl dieser Denunziation kein Glaube geschenkt wurde, war der Leipziger psychisch derart angeschlagen, dass er nicht zu seiner normalen Form fand und nur Platz 14 belegte.
Für den Hochsprung markierten die Spiele den Generationswechsel der Techniken. Während bei den Herren der Straddle für den sowjetischen Athleten Jurij Tarmak mit 2,23 m noch für Gold genügte, war dies bei den Damen schon nicht mehr der Fall. Überraschungssiegerin wurde hier die erst 16-jährige deutsche Jugendmeisterin Ulrike Meyfarth, die mit 1,92 m im rücklings gesprungenen Fosbury-Flop gleichzeitig den Weltrekord einstellte.
Beim Speerwurf der Männer konnte sich der Deutsche Klaus Wolfermann gegen den favorisierten sowjetischen Olympiasieger von 1968 Jānis Lūsis mit einer Weite von 90,48 m die Goldmedaille sichern. Lusis blieb in seinem letzten Versuch lediglich 2 cm hinter dem Resultat des Deutschen. Wolfermann wurde noch im gleichen Jahr aufgrund seiner Popularität mit dem Titel Sportler des Jahres ausgezeichnet.
Zu einer Kontroverse führten beim Stabhochsprung neue und leichtere Sprungstäbe, das Modell Cata-Pole. Auf Antrag der DDR wurde am 25. Juli 1972 der neue Stab vom Technischen Komitee der IAAF mit der Begründung verboten, dass neue Geräte allen Athleten ein Jahr vor dem Wettkampf zur Verfügung stehen müssten. Am 27. August wurde dieser Beschluss wieder aufgehoben, da es bei der Umsetzung praktische Schwierigkeiten gab. Drei Tage später, 24 Stunden vor dem Qualifikationswettkampf, revidierte sich die IAAF nach einem Dringlichkeitsantrag Griechenlands erneut. Die neuen Stäbe wurden verboten und konfisziert. Es wurden nur Stäbe gestattet, die mindestens ein Jahr lang in allen Ländern der Welt erhältlich waren. Der IAAF-Präsident David Cecil, einst selbst Olympiasieger, hatte zuvor in heftigen Diskussionen versucht, die Delegierten zu einer Zustimmung zu bringen. Bob Seagren, Zweitplatzierter im Wettkampf, zeigte sich als schlechter Verlierer. Mit einer demonstrativen Geste drückte er dem Präsidenten des Europäischen Leichtathletikverbandes, Adriaan Paulen, den Stab in die Hand, wofür er vom Publikum nur Pfiffe erntete. Während der anschließenden Siegerpressekonferenz beschimpfte er den Olympiasieger Wolfgang Nordwig aus der DDR, in dem er den Hauptschuldigen für den Protest zu erkennen glaubte. Nordwig wurde als erster Nicht-US-Amerikaner Olympiasieger in dieser technisch schwierigen Disziplin.
Die erfolgreichsten Sportlerinnen bei den Wettbewerben der Frauen waren Heide Rosendahl, die für die Bundesrepublik Deutschland die Goldmedaille im Weitsprung und in der 4-mal-100-Meter-Staffel sowie die Silbermedaille im Fünfkampf gewann. Für die DDR gewann Renate Stecher im 100-Meter-Lauf und 200-Meter-Lauf und die Silbermedaille in der 4-mal-100-Meter-Staffel. Das Duell der beiden deutschen Damensprintstaffeln war einer der Höhepunkte der Sommerspiele. 20 der 42 Medaillen bei den Frauenwettbewerben gewannen Sportler der beiden deutschen Mannschaften. Ljudmila Bragina aus der Sowjetunion stellte im 1500-Meter-Lauf in allen drei Durchgängen einen Weltrekord auf und verbesserte den bis dahin bestehenden Rekord um mehr als fünf Sekunden.
Die erfolgreichsten Leichtathleten kamen aus der Sowjetunion, die neun Gold-, sieben Silber- und eine Bronzemedaille gewannen. Die Sportler der DDR errangen acht Gold-, sieben Silber- und fünf Bronzemedaillen. Die Vereinigten Staaten konnten im Medaillenspiegel dieser Sportart mit sechs Gold- und je acht Silber- und Bronzemedaillen diesmal nur den dritten Platz erreichen.
Mit John Akii-Bua gewann zum ersten Mal ein Leichtathlet aus Uganda die Goldmedaille. Nach dem Zieleinlauf bei den 400 Meter Hürden lief er außerdem zum ersten Mal eine Ehrenrunde.

### Moderner Fünfkampf
Beim Modernen Fünfkampf nahmen bei zwei Wettbewerben für Männer insgesamt 59 Sportler aus 20 Ländern teil. Am ersten Tag wurde der 1000-Meter-Geländeritt ausgetragen. An den weiteren Tagen folgten die Wettkämpfe im Degenfechten, Pistolenschießen und 300-Meter-Freistilschwimmen. Am letzten Wettkampftag wurde der 4000-Meter-Geländelauf ausgetragen. Missklänge gab es beim Schießwettbewerb, als nach Protest des britischen Teamchefs alle Teilnehmer auf Drogen kontrolliert wurden. Dabei wurde festgestellt, dass 14 Athleten Beruhigungsmittel konsumiert hatten, diese wurden jedoch nicht disqualifiziert. Der Grund dafür war, dass diese Mittel zwar auf der Dopingliste des Fachverbandes, nicht aber auf jener der Medizinischen Kommission des IOC standen. Die Einsprüche gegen diese Entscheidung scheiterten ebenso wie ein Protest gegen den späteren Olympiasieger wegen angeblicher Regelwidrigkeiten beim Schießen.
Der ungarische Athlet András Balczó gewann den Einzelwettbewerb mit 5.412 Punkten, beim Mannschaftswettbewerb siegte die Sowjetunion mit 15.968 Punkten. Dieses Resultat setzte sich aus den Einzelergebnissen der Teilnehmer zusammen. Ungarn und die Sowjetunion beherrschten die Wettkämpfe und gewannen fünf der sechs Medaillen.

### Radsport
Sieben Wettbewerbe wurden im Radsport ausgetragen, davon fünf im Bahn- und zwei im Straßenradsport. Das 2000-Meter-Tandemrennen stand letztmals auf dem Programm, weil dieser Wettbewerb an Popularität verloren hatte. Bei diesem Wettkampf wurde die Sowjetunion überraschend Olympiasieger, sie errangen die Goldmedaille aber erst in einem dritten Lauf, in dem das Zielfoto entscheiden musste. Im Halbfinale der 4000-Meter-Mannschaftsverfolgung wurde die britische Mannschaft von der bundesdeutschen eingeholt. Auch in der 4000-Meter-Einzelverfolgung wurden im Viertel- und Halbfinale Fahrer eingeholt. Die Goldmedaille gewann der Norweger Knut Knudsen auf einem von der dänischen Mannschaft geliehenen Rennrad.
Das 100-Kilometer-Mannschaftszeitfahren wurde auf dem damaligen Autobahnabschnitt München-Lindau (heute: Autobahn A 95 München-Garmisch) mit einer maximalen Steigung von 3,7 Prozent ausgetragen. Start-Zielbereich war zwischen dem Autobahndreieck Starnberg und der Ausfahrt Schäftlarn. Der Abstand der Mannschaften beim Start betrug zwei Minuten, die Startreihenfolge wurde ausgelost. Zuletzt, im Abstand von vier Minuten, gingen die zehn ersten Mannschaften der Weltmeisterschaft von 1971 auf die Strecke. Die Dopingproblematik überschattete sowohl das Mannschaftszeitfahren als auch das Einzel-Straßenrennen. Die drittplatzierte niederländische Mannschaft wurde disqualifiziert, weil Aad van den Hoek gedopt war, selbiges geschah mit dem Einzelbronzemedaillengewinner Jaime Huélamo. In beiden Entscheidungen wurden daraufhin keine Bronzemedaillen vergeben. Im Einzelrennen erschienen außerdem vier nordirische Sportler am Start, ohne akkreditiert zu sein, um gegen die Teilnahme der irischen Athleten zu protestieren. Die vier Angehörigen der Irisch-Republikanischen Armee wurden daraufhin festgenommen, später aber wieder freigelassen.

### Reiten
Im Reiten wurden sechs Wettbewerbe ausgetragen, je ein Einzel- und Mannschaftswettkampf in der Dressur, im Military und im Springreiten. Beim Mannschaftswettbewerb im Dressurreiten war der Grand Prix vorgeschrieben: Die 38 Lektionen der olympischen Grundaufgabe wurden mit Punkten innerhalb der Skala von null bis zehn bewertet, bei drei besonders schweren Lektionen lag die maximale Punktzahl bei 20; für den Gesamteindruck konnten die fünf Wertungsrichter noch einmal maximal 90 Punkte vergeben, so dass eine Idealpunktzahl von 2500 möglich war. Die besten Zwölf ritten später das Stechen um die Einzelmedaillen, wobei für den Gesamteindruck maximal 80 Punkte vergeben werden konnten. Unter den fünf Preisrichtern war auch Heinz Pollay, Doppelolympiasieger von 1936 und in München erster Sprecher des olympischen Gelöbnisses der Kampfrichter. Stark differierende Kampfrichterurteile beeinflussten diese Wettbewerbe jedoch negativ.
Der Militarywettbewerb, der in Poing östlich von München ausgetragen wurde, bestand aus einer Dressurprüfung mit 19 Lektionen, dem Geländeritt und dem Springen. Von den vier Reitern einer Mannschaft kamen in der Mannschaftswertung die besten drei Sportler in die Wertung, anders als zuvor wurde aber auch der vierte ausgezeichnet. Das Vereinigte Königreich ging aus beiden Wettbewerben siegreich hervor. Der Einzelwettbewerb im Springreiten fand auf einem 760 Meter langen Parcours mit 14 Hindernissen statt. Der Mannschaftswettkampf wurde auf einem 860 Meter langen Parcours ausgetragen. Die Nominierung von Hans Günter Winkler in der bundesdeutschen Mannschaft war heftig umstritten. Elf andere Springreiter erklärten, dass sie mit ihm nicht in München teilnehmen würden. Hintergrund war, dass Hans Günter Winkler fünf Pferde bezog, die von seinen Konkurrenten als nicht olympiafähig bezeichnet wurden. Am Ende ritt er jedoch trotzdem und gewann sogar die Goldmedaille im Mannschaftswettbewerb. Alle Einzelmedaillen im Springreiten wurden im Stichkampf vergeben.

### Ringen
Insgesamt 20 Wettbewerbe im Ringen wurden ausgetragen, in zwei Stilarten fanden in jeweils zehn Gewichtsklassen Wettkämpfe statt. Im Freistil gingen 215 Sportler an den Start, im griechisch-römischen Stil kämpften 195 Athleten um die Titel. Neu eingeführt wurden das Halbfliegengewicht und das Superschwergewicht. Die Kampfzeit war auf drei Mal drei Minuten beschränkt, auch die Punktvergabe wurde erneut modifiziert. Ein Ringer blieb solange im Turnier, bis er mit sechs Minuspunkten belastet war, Turniersieger wurde der Athlet mit der geringsten Zahl von Fehlpunkten.
Im Freistilringen gewannen die US-Amerikaner Benjamin Peterson und John Peterson als erstes Bruderpaar im Ringen Gold und Silber. Iwan Jarygin aus der Sowjetunion, Olympiasieger im Schwergewicht, benötigte von der zur Verfügung stehenden Kampfzeit von 54 Minuten lediglich 15 Minuten und vier Sekunden. Als einziger Athlet im Wettkampf besiegte er alle seine Gegner auf Schulter, so dass er ohne einen Minuspunkt aus dem Turnier hervorging. Mit einem Gewicht von mehr als 180 Kilogramm war der US-Amerikaner Chris Taylor der schwerste Athlet, der jemals bei Olympischen Spielen an den Start ging und sogar die Bronzemedaille gewinnen konnte.
Beim Olympiasieg von Georgi Markow im Federgewichtswettkampf des griechisch-römischen Stils wurde die Schwäche des damaligen Wertungssystems sichtbar. Der bulgarische Athlet traf auf keinen einzigen Ringer, der sich unter den ersten sechs platzieren konnte. Der zweitplatzierte DDR-Athlet Heinz-Helmut Wehling traf hingegen auf drei Ringer, die sich unter den ersten sechs platzieren konnten. Dominiert wurden die Wettkämpfe im Ringen durch die Sowjetunion, die neun Goldmedaillen gewinnen konnten.

### Rudern

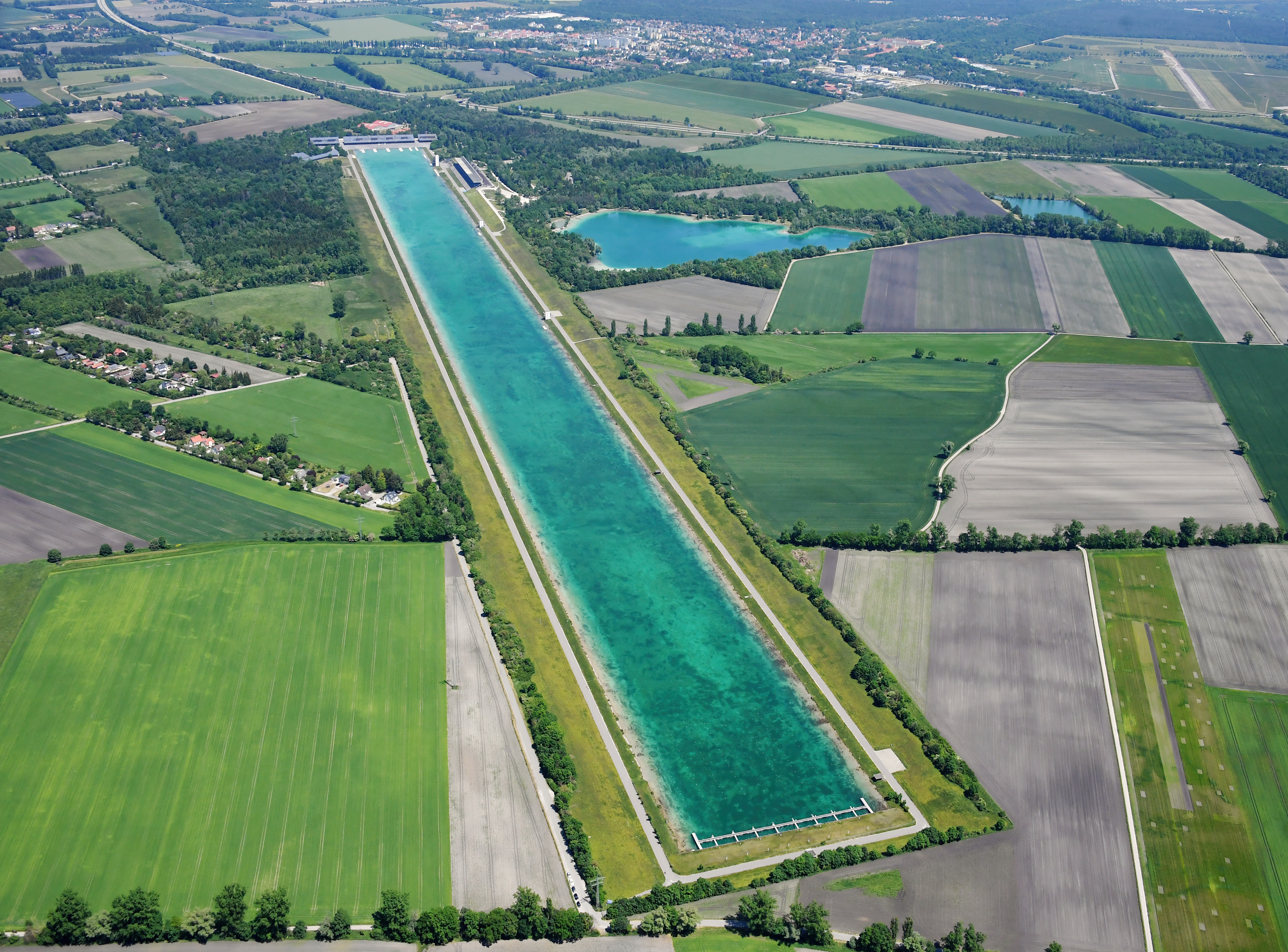
Ruderregattastrecke Oberschleißheim

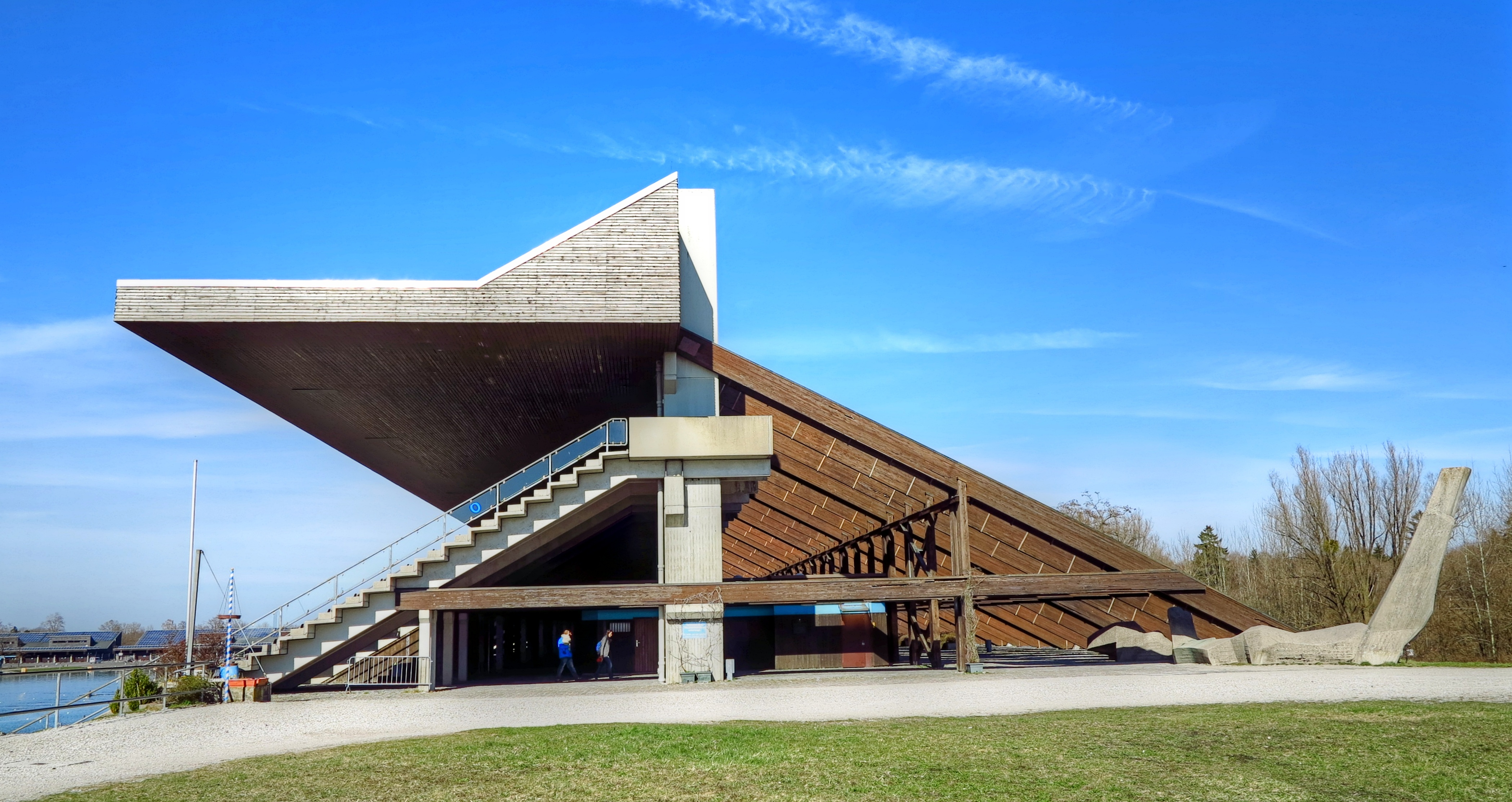
Ruderreagatta-Anlage Tribüne

Im Rudern wurden sieben Wettbewerbe für Männer auf der Regattastrecke Oberschleißheim nördlich der bayerischen Landeshauptstadt ausgetragen. Die sowjetischen Athleten im Doppelzweier, Alexander Timoschinin und Gennadi Korschikow, saßen erst seit 1972 gemeinsam in einem Boot, konnten aber trotzdem Olympiasieger werden. Im Zweier ohne Steuermann siegten Siegfried Brietzke und Wolfgang Mager aus der DDR. Beide hatten erst durch eine Weihnachtssendung von 1967 des DDR-Fernsehsenders, moderiert von Heinz Quermann, zum Rudersport gefunden. Zur Enttäuschung der Gastgeber konnte einzig der Vierer mit Steuermann, der so genannte „Bullen-Vierer“ beziehungsweise „Bodensee-Vierer“, eine Goldmedaille für die Bundesrepublik gewinnen.
Im Achter blufften die Neuseeländer im Halbfinale, als sie der Bundesrepublik Deutschland den Sieg überließen. Im Finallauf setzten sie sich aber deutlich durch, während die bundesdeutschen Sportler nur auf den fünften Platz fahren konnten. Die Schuld für diesen Misserfolg, trotz einer hervorragenden Ausrüstung, nahm Karl Adam auf sich, der behauptete, die falschen Riemen ausgewählt zu haben. Die neuseeländische Mannschaft hatte das Geld für Training und Ausrüstung bei einer Lotterie gewonnen. Die DDR-Ruderer waren noch überlegener als bei den Olympischen Sommerspielen 1968 und konnten in allen Bootsklassen Medaillen gewinnen. Neben drei Bronzemedaillen und einer Silbermedaille konnten sie auch drei Olympiasiege erringen.

### Schießen
Im Schießen fanden acht Wettbewerbe statt. Gegenüber den Olympischen Spielen 1968 wurde das Programm um die Disziplin „Laufende Scheibe“ ergänzt, die die 1956 letztmals ausgetragene Disziplin „Laufender Hirsch“ ersetzte. Die Wiederaufnahme dieses Wettbewerbes wurde 1968 beschlossen und trug vorläufig den Namen „Laufender Keiler“. Auf Protest von Tierschützern wurde er dann jedoch in „Laufende Scheibe“ umbenannt und die Wildschweinsilhouette seit den Spielen von Barcelona 1992 durch eine neutrale Abbildung ersetzt. Wegen der hohen Kosten wurde die Disziplin „Freies Gewehr Dreistellungskampf“ letztmals ausgetragen.
Ri Ho-jun, ein Soldat aus Pjöngjang, wurde in der Disziplin „Kleinkaliber liegend“ der erste nordkoreanische Olympiasieger. Auf der Pressekonferenz äußerte er, dass er „den Rat des Ministerpräsidenten befolgt und geschossen“ habe, als müsse er „mit jedem Schuss einen Feind treffen“. Die angestrebte Disqualifikation wegen unolympischen Verhaltens wurde durch die Behauptung der Mannschaftsleitung verhindert, dass Li Ho-Jun nur ein einfacher Soldat und geistig nicht sehr rege sei. Im Anschluss entschuldigte sich Li Ho-Jun und die Siegerehrung erfolgte mit vierstündiger Verspätung. Zuvor war es bereits im Wettkampf zu einem Versehen gekommen, als er mit 596 Ringen auf Platz 14 eingestuft wurde und erst eine nochmalige Überprüfung 599 Ringe und damit einen neuen Weltrekord ergab.
Der Bayer Konrad Wirnhier, Olympiasieger im „Wurftaubenschießen Skeet“, schoss mit seiner selbstgebauten Flinte. Der sowjetische Weltmeister Juri Zuranow legte gegen die Kampfrichterentscheidung, wonach er die 18. Taube in der dritten Serie nicht getroffen haben sollte, Protest ein und verließ den Schießstand. Daraufhin beschloss die Jury, ihm drei Treffer abzuerkennen, ihn aber ansonsten im Wettbewerb zu belassen. Ohne diese Strafpunkte wäre er in den Stichkampf um die Goldmedaille gelangt, so belegte er nur den 13. Platz. Im „Wurftaubenschießen Trap“ verhinderte der Franzose Michel Carrega mit einer uralten Flinte einen italienischen Doppelsieg, vermutlich aber auch seinen eigenen Olympiasieg. Es gab keine überlegene Schützennation, es gingen Medaillen an 15 Länder.

### Schwimmen
Im Schwimmen wurden 29 Wettbewerbe ausgetragen. Auch die Disziplinen Wasserball mit einem Wettbewerb und Wasserspringen mit vier Wettbewerben werden der Sportart Schwimmen zugerechnet. Die Zeitnahme erfolgte erstmals auch offiziell auf Hundertstelsekunden, welche auch bekanntgegeben wurden. Der herausragende Schwimmer war der US-Amerikaner Mark Spitz, der in den Disziplinen 100 Meter Freistil, 200 Meter Freistil, 100 Meter Schmetterling, 200 Meter Schmetterling und in den Staffeln über 4-mal 100 Meter Freistil, 4-mal 200 Meter Freistil und 4-mal 100 Meter Lagen antrat. In allen sieben Wettbewerben konnte er die Goldmedaille gewinnen, wobei er immer einen neuen Weltrekord aufstellte. Bei der Siegerehrung des 200-Meter-Freistilrennens sorgte er für einen Eklat, als er auf dem Siegerpodest seine Sportschuhe der Marke adidas nach oben hielt. Mark Spitz wurde daraufhin vor eine IOC-Kommission geladen, wo er erklärte, dass er sich zu dieser Aktion lediglich aus Freude über seinen Erfolg und nicht aus kommerziellen Überlegungen hatte hinreißen lassen, jedoch glaubte ihm niemand.
Der US-Amerikaner Rick DeMont gewann das 400-Meter-Freistilfinale mit einer Zeit von 4:00,26 min. Drei Tage nachdem er mit der Goldmedaille ausgezeichnet worden war, erhielt er die Information, dass sein Dopingtest positiv war. Auf Empfehlung der Medizinischen Kommission wurde Rick DeMont, der das ephedrinhaltige Mittel Marax verwendet hatte, disqualifiziert und vom 1500-Meter-Freistilfinale ausgeschlossen. Bei der Untersuchung des Falles stellte sich einen Monat später heraus, dass der unter Asthma leidende Athlet das von ihm benutzte Mittel auf seinem medizinischen Fragebogen angegeben hatte, doch der US-Teamarzt diese Information nicht weitergegeben hatte. Der Australier Brad Cooper wurde nachträglich zum Olympiasieger erklärt, die Goldmedaille von Rick DeMont eingezogen und 1996 an das Olympische Museum in Lausanne übergeben.
Roland Matthes aus der DDR verschenkte im 100-Meter-Schmetterlingsfinale eine mögliche Medaille, da er den Start verpasste. Wie gewohnt wollte er als Letzter auf den Startblock steigen, um einer zu langen Muskelanspannung zu entgehen. Da bei diesem Lauf jedoch ein neuer Starter fungierte, der nicht abwartete, bis alle Schwimmer in Startstellung gegangen waren, verpasste er den Anschluss und sprang dem Feld hinterher. Er wurde dann trotzdem noch Vierter. Bei den 400 Meter Lagen erreichten der Schwede Gunnar Larsson und der Amerikaner Alexander McKee eine Zeit von 4:31,98 min, so dass die Anzeigetafel zuerst beide als Erstplatzierte auswies. Im Anschluss wurden für eine endgültige Entscheidung die Tausendstelsekunden herangezogen. Da die Zeit für Gunnar Larsson 4:31,981 min und für Alexander McKee 4:31,983 min betrug, erhielt der Schwede die Goldmedaille. Bei einer Nachmessung von 1973 ergaben sich unterschiedliche Bahnlängen, die Bahn von Alexander McKee war etwa drei Millimeter zu lang.
Bei den Frauenwettbewerben war die Australierin Shane Gould mit drei Goldmedaillen in Weltrekordzeit, einer Silber- und einer Bronzemedaille die erfolgreichste Athletin. Die US-Amerikanerin Sandy Neilson trug beim Start in München selbstbewusst ein T-Shirt mit der Aufschrift „Nicht alles was glitzert ist Gould“, genauso wie ihre Landsfrau Melissa Belote gewann auch sie drei Goldmedaillen. Dominiert wurden die Schwimmwettbewerbe von der US-amerikanischen Mannschaft, die 17 Gold-, 14 Silber- und 12 Bronzemedaillen gewinnen konnte. Insgesamt wurden in 24 der 29 Disziplinen neue Weltrekorde aufgestellt, der olympische Rekord wurde bei allen Wettkämpfen verbessert.

#### Wasserball
An dem nur für Männer ausgetragenen olympischen Wasserballturnier nahmen 176 Athleten aus 16 Ländern teil. In der Vorrunde wurde in drei Gruppen gespielt. Die Medaillengewinner der Olympischen Spiele 1968, Jugoslawien, die Sowjetunion und Ungarn, wurden gesetzt, die übrigen Mannschaften zugelost. Die beiden Besten jeder Gruppe gelangten in die Finalrunde I, wo wie in der Vorrunde jeder gegen jeden spielte. Die Dritt- und Viertplatzierten jeder Gruppe erreichten die Finalrunde II, in der die Plätze sieben bis zwölf ermittelt wurden. Die Vorrundenergebnisse wurden dabei mitgezählt. Erstmals wurde die 45-Sekunden-Regel angewendet, welche besagt, dass die Mannschaft, die im Ballbesitz war, innerhalb von 45 Sekunden einen Torschuss abgeben musste. Anderenfalls erhielt die andere Mannschaft den Ball.
Das Turnier fand auf einem sehr unfairen Niveau statt, im Vorrundenspiel zwischen Jugoslawien und Kuba, welches 7:5 ausging, wurden mehrere Spieler beider Mannschaften blutig geschlagen. Im Finalrundentreffen zwischen Ungarn und Italien mit dem Ergebnis von 8:7 mussten innerhalb von 38 Sekunden acht Spieler wegen grober Fouls herausgestellt werden. Die Sowjetunion konnte durch das bessere Torverhältnis gegenüber Ungarn die Goldmedaille gewinnen. Die Bronzemedaille ging an die Vereinigten Staaten.

#### Wasserspringen
Im Wasserspringen wurde je ein Wettbewerb im Kunstspringen und Turmspringen für Männer und Frauen ausgetragen. Die US-amerikanischen Wasserspringer erlebten ein Desaster, indem sie nur je eine Gold-, Silber- und Bronzemedaille gewinnen konnten. Im Kunstspringen der Männer wurden die US-Amerikaner, nach elf Siegen in Folge, durch Wladimir Wassin aus der Sowjetunion und Giorgio Cagnotto aus Italien geschlagen. Bei den Frauen gewann im Turmspringen die Tschechoslowakin Milena Duchková Silber. Die Wettkämpfe wurden durch europäische Staaten dominiert.

### Segeln

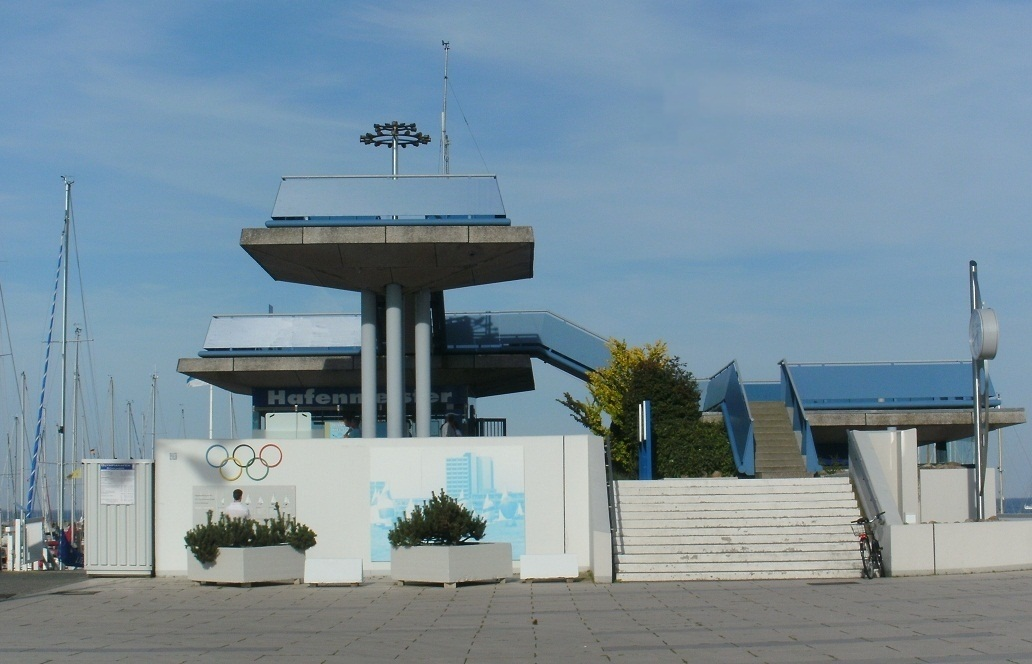
Platz des olympischen Feuers am Hafenmeistergebäude im Olympiazentrum Schilksee

Die Ergebnisse der Wettfahrten (Tafel am Hafenmeistergebäude im Olympiazentrum Schilksee)

Im Segeln wurden sechs Wettbewerbe ausgetragen. Aus dem Programm gestrichen wurde die 5,5-Meter-Klasse, welche durch die Bootsklassen Tempest und Soling ersetzt wurde. In jeder Klasse sollten sieben Wettfahrten ausgetragen werden, die jedoch wegen der schlechten Wind- und Wetterverhältnisse nicht in jedem Fall gestartet werden konnten. In der Drachenklasse und in der Solingklasse wurde die sechste Regatta mehrfach verlegt, die siebte abgesagt. In der Solingklasse wurde das dänische Boot in der fünften Wettfahrt, nach einer Kollision mit der französischen Jacht, disqualifiziert. Paul Elvstrøm reiste daraufhin am 8. September erbost ab, ohne an der sechsten Wettfahrt teilgenommen zu haben. Im Flying Dutchman wiederholte Rodney Pattison seinen Olympiasieg von 1968. Der Schotte war so überlegen, dass ihm nach sechs Wettfahrten die Goldmedaille nicht mehr zu nehmen war. Daher verzichtete er auf eine Teilnahme an der siebten Regatta. In der Finn-Dinghy belegte der spätere Präsident des IOC, der Belgier Jacques Rogge, den 14. Platz, der spätere spanische König Juan Carlos I. belegte im Drachen den 15. Platz.

### Turnen

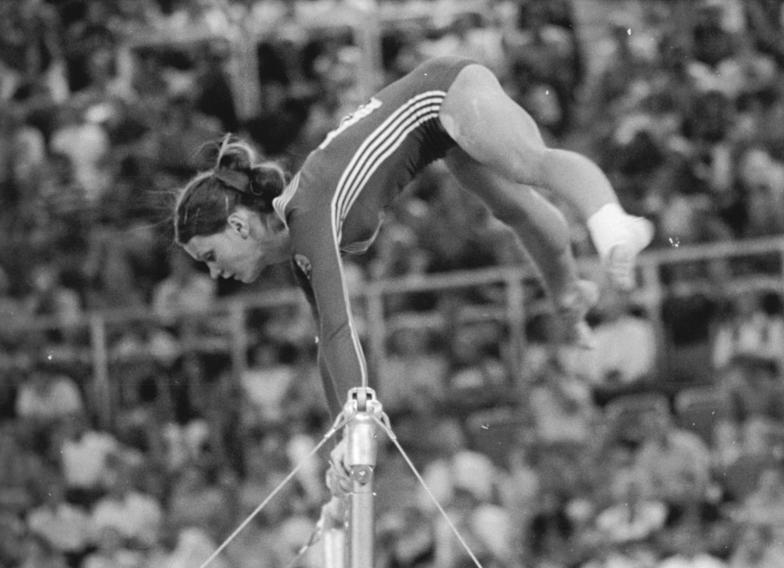
Karin Janz am Stufenbarren

Das olympische Programm umfasste 14 Wettbewerbe – acht für Männer und sechs für Frauen. Dabei wurden erstmals bei Olympischen Spielen drei voneinander unabhängige, getrennte Wettbewerbe ausgetragen. Das waren die Einzelmehrkampffinals, Gerätefinale und Mannschaftsmehrkampffinals. In je einem Pflicht- und Kürdurchgang wurden die Sieger im Mannschaftswettbewerb ermittelt. Danach folgte das Einzelmehrkampffinale, für das die besten 36 Sportler qualifiziert waren.
Mit 16 von 24 möglichen Medaillengewinnen wurden die Männerwettkämpfe klar von den japanischen Turnern dominiert. Dabei gingen allein im Einzelmehrkampf, am Barren und am Reck jeweils alle drei Medaillen an japanische Sportler, welche jedoch von den angestrebten acht Goldmedaillen „nur“ fünf gewinnen konnten. Mit drei Gold- und zwei Silbermedaillen war Sawao Katō der erfolgreichste Turner und der insgesamt zweiterfolgreichste Athlet dieser Olympischen Spiele nach dem Schwimmer Mark Spitz.
Bei den Frauenwettbewerben beherrschte die UdSSR-Mannschaft das Geschehen, indem sie zehn von 18 möglichen Medaillen gewann. Die 17-jährige Olga Korbut, die damals bei einer Größe von 1,55 Meter nur 38 Kilogramm wog, avancierte als „Spatz von Grodno“ zum Publikumsliebling dieser Olympischen Spiele. Im Einzelmehrkampf als prestigeträchtigsten Wettbewerb scheiterte sie jedoch, als sie zum Abschluss ihrer Stufenbarrenkür, einer Schwebekippe am unteren Holm, mit den Füßen an der Matte hängenblieb. Mit der daraus resultierenden Wertung von 7,50 Punkten blieb Korbut in der Endabrechnung lediglich der siebte Rang. Nach ihrer Stufenbarrenkür im Einzelwettbewerb kam es zu einem Tumult, als sie mit 19,450 Punkten „nur“ die Silbermedaille erreichte. Das Publikum pfiff minutenlang, da es diese Übung für unterbewertet hielt. Insgesamt konnte Olga Korbut drei Goldmedaillen und eine Silbermedaille erringen, womit sie die erfolgreichste Turnerin dieser Olympischen Spiele war.

### Volleyball
An den olympischen Volleyballturnieren nahmen 140 Männer aus zwölf Ländern und 93 Frauen aus acht Ländern teil. Eine wesentliche Änderung des Reglements war die Festlegung des Ballgewichtes auf 250 bis 280 Gramm, außerdem wurden an den Netzenden flexible Antennen installiert, um den Schiedsrichtern die Arbeit zu erleichtern. Der Austragungsmodus wurde ebenfalls verändert. Statt einer Turnierrunde gab es nun Vorrunden in Sechser- beziehungsweise Vierergruppen und Platzierungs-, Halbfinal- und Finalspiele.
Beim Turnier der Männer waren neben dem Gastgeber die beiden Finalteilnehmer der Olympischen Sommerspiele 1968, die ersten drei der Weltmeisterschaft von 1970 in Sofia, die Kontinentalmeister aus Afrika und Asien und die beiden Finalteilnehmer der Panamerikanischen Spiele startberechtigt. Die beiden restlichen Plätze wurden 1972 bei einem Turnier in Paris vergeben. Im Spiel um Platz drei trennten sich die Sowjetunion und Bulgarien mit 3:0. Am 9. September um 21 Uhr standen sich im Finale Japan und die DDR gegenüber. Japan gewann 3:1 und errang somit die Goldmedaille. Im gesamten Turnierverlauf wurden 40 Spiele ausgetragen.
Beim Turnier der Frauen waren neben dem Gastgeber der letzte Olympiasieger, die vier Erstplatzierten der Weltmeisterschaft von 1970, der Asienvertreter und der Gewinner der Panamerikanischen Spiele teilnahmeberechtigt. Im Spiel um Platz drei trennten sich Nordkorea und Südkorea mit 3:0. Nach der Niederlage reichte die südkoreanische Mannschaft einen Protest ein und behauptete, dass es sich bei Kim Zung-bok, von deren Leistung die nordkoreanische Mannschaft am meisten profitiert hatte, um einen Mann handeln würde. Der Protest wurde jedoch abgewiesen, da die Medizinische Kommission der Spielerin ein Weiblichkeitszertifikat erteilt hatte. Daraufhin behaupteten die Südkoreaner, dass die Spielerin Han Jong-suk, die in der Olympiaauswahl nicht eingesetzt worden war, zum Sextest erschienen sei. Am 7. September um 21 Uhr standen sich im Finale die Sowjetunion und Japan gegenüber. Die Sowjetunion gewann 3:2 und errang somit die Goldmedaille. Im gesamten Turnierverlauf wurden 20 Spiele ausgetragen.

### Demonstrationssportarten
Das IOC erlaubte dem Organisationskomitee zwei Demonstrationssportarten im Rahmen der Olympischen Sommerspiele auszutragen. Dieses entschied sich zu Beginn des Jahres 1971 für Badminton und Wasserski, in beiden Fällen blieb der erhoffte Zuspruch des Publikums aber aus. Im Badminton fanden vier Wettbewerbe statt. Eingeladen hierzu waren die Finalisten der „All England Championships“, die von der International Badminton Federation als inoffizielle Weltmeisterschaften angesehen wurden. Ebenso waren die Medaillengewinner der Europameisterschaften teilnahmeberechtigt. Mit zwei ersten und je einem zweiten und dritten Platz waren die indonesischen Badmintonspieler die erfolgreichsten. Die bundesdeutschen Spieler konnten drei dritte Plätze erreichen.
Beim Wasserski wurden je drei Wettkämpfe für Männer und Frauen ausgetragen. In den Disziplinen Slalom, Figurenlauf und Springen waren 17 Männer und acht Frauen aus 20 Ländern zugelassen. Durch ungünstige Wetterbedingungen mussten einige Wettbewerbe auf den Passader See verlegt werden. Die US-amerikanischen Sportler waren mit drei ersten, zwei zweiten und einem dritten Platz die erfolgreichsten bei diesen Demonstrationswettkämpfen.

## Herausragende Sportler und Leistungen
| Die erfolgreichsten Teilnehmer | Die erfolgreichsten Teilnehmer | Die erfolgreichsten Teilnehmer | Die erfolgreichsten Teilnehmer | Die erfolgreichsten Teilnehmer | Die erfolgreichsten Teilnehmer | Die erfolgreichsten Teilnehmer | Die erfolgreichsten Teilnehmer |
| Rang                           | Sportler                       | Land                           | Sportart                       | Gold                           | Silber                         | Bronze                         | Gesamt                         |
| ------------------------------ | ------------------------------ | ------------------------------ | ------------------------------ | ------------------------------ | ------------------------------ | ------------------------------ | ------------------------------ |
| 1                              | Mark Spitz                     | Vereinigte Staaten             | Schwimmen                      | 7                              | 0                              | 0                              | 7                              |
| 2                              | Sawao Katō                     | Japan                          | Turnen                         | 3                              | 2                              | 0                              | 5                              |
| 3                              | Shane Gould                    | Australien                     | Schwimmen                      | 3                              | 1                              | 1                              | 5                              |
| 4                              | Olga Korbut                    | Sowjetunion                    | Turnen                         | 3                              | 1                              | 0                              | 4                              |
| 5                              | Melissa Belote                 | Vereinigte Staaten             | Schwimmen                      | 3                              | 0                              | 0                              | 3                              |
| 5                              | Sandy Neilson                  | Vereinigte Staaten             | Schwimmen                      | 3                              | 0                              | 0                              | 3                              |

Insgesamt wurden bei den Olympischen Sommerspielen in München 52 Weltrekorde und 96 olympische Rekorde aufgestellt. Die britische Reitsportlerin Lorna Johnstone war mit 70 Jahren und fünf Tagen die älteste Olympiateilnehmerin aller Zeiten.
Die Schwimmerin Kornelia Ender (DDR) war mit 13 Jahren und 308 Tagen die jüngste Medaillengewinnerin dieses Turniers. Die jüngste Olympiasiegerin wurde Deena Deardurff (USA) mit 15 Jahren und 114 Tagen im Schwimmen (4 × 100 m Lagen). Der westdeutsche Reitsportler Josef Neckermann war mit 60 Jahren und 96 Tagen der älteste Medaillengewinner dieser Spiele. Der älteste Olympiasieger wurde Hans Günter Winkler (BRD) mit 46 Jahren und 50 Tagen im Springreiten.

## Berichterstattung

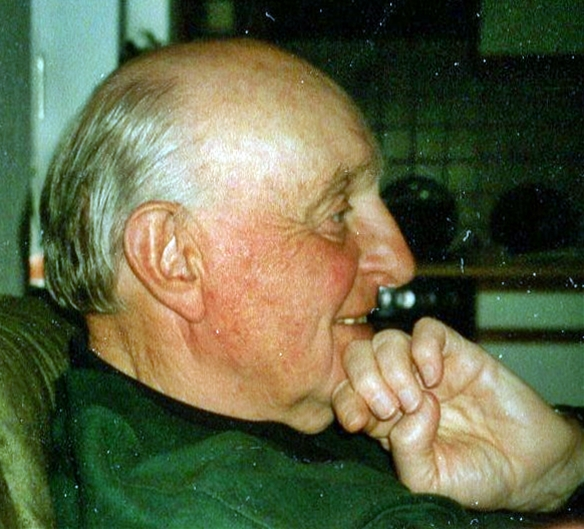
Journalist und Regisseur: Horst Seifart

Im Mai des Jahres 1968 gründeten ARD und ZDF das Deutsche Olympia-Zentrum (DOZ) mit Sitz in München, als Geschäftsführer wurde der Journalist und Fernsehmoderator Robert Lembke eingesetzt, außerdem wurde festgelegt, dass der NDR-Sportredakteur Horst Seifart Weltregie führen sollte. Das DOZ entwickelte zusammen mit Vertretern des Organisationskomitees und der Stadt München einen Zeitplan für die Olympischen Spiele. Als Pressechef fungierte der Journalist, Diplomat und spätere Politiker Hans Klein. Auf Anregung dieser Organisatoren wurde der Beginn der Eröffnungsfeier auf 15:00 Uhr festgelegt, damit sie rund um den Erdball zu einer empfangsgünstigen Zeit live ausgestrahlt werden konnte. In Deutschland wurde die Eröffnung im Hörfunk durch die ARD-Olympiawelle übertragen, Reporter waren hierbei Oskar Klose, Eberhard Stanjek und Peter Langer. Im Fernsehen wurde diese Veranstaltung durch das ZDF mit den Reportern Werner Schneider und Walther Schmieding ausgestrahlt. Auch die spannendsten Entscheidungen wurden zeitlich so gelegt, dass sie in möglichst vielen Ländern günstig übertragen werden konnten.
Insgesamt wurden mehr als 4500 Journalisten akkreditiert. Erfasst wurden in München 1896 Journalisten der schreibenden Presse, 358 Fotografen, 502 Nachrichtenagenturen, 182 Rundfunkgesellschaften und 1400 TV-Techniker. In Kiel wurden 256 Fotografen und 80 Techniker registriert. Das Organisationskomitee verwaltete die Fernsehrechte und zog die Lizenzgebühren für die Übertragungsrechte ein, ein Viertel dieser Lizenzgebühren erhielt das IOC. Insgesamt wurden 25 Verträge geschlossen, an denen Fernsehstationen aus 95 Ländern beteiligt waren. Die höchste Einzellizenz mit 13,5 Millionen Dollar bezahlte die kommerzielle amerikanische Fernsehgesellschaft American Broadcasting Company (ABC). Frei von Lizenzkosten blieben die 78 Hörfunkstationen aus aller Welt, die während der Olympischen Spiele live berichteten. ARD und ZDF sendeten während der Wettkämpfe in täglichem Wechsel insgesamt 230 Stunden, der Bayerische Rundfunk hatte eine Olympiawelle eingerichtet, die täglich von 6 Uhr bis Mitternacht sendete.
In gedruckter Form und in neun Sprachen erschienen 32 Ausgaben der „Olympia Press“. Diese Pressebulletins hatten eine Auflage von etwa 20.000 Stück. 1974 gab das Organisationskomitee einen dreiteiligen offiziellen Bericht heraus. In deutscher, englischer und französischer Fassung wurden darin auf fast 1200 Seiten alle Informationen zu den Olympischen Spielen 1972 in München veröffentlicht.

## Musik
Im Jahr 1970 wurden alle deutschen Komponisten vom „Organisationskomitee für die Spiele der XX. Olympiade München 1972“ eingeladen, eine Olympia-Fanfare zu schaffen. Das Musikstück durfte nach Belieben instrumentiert werden, sollte nicht länger als zwei Minuten dauern und von dreiteiliger Form sein: Ein Kennmotiv von etwa zehn Sekunden, ein Mittelteil und eine „akustisch-dynamisch und musikalisch gesteigerte Reprise“. Einsendeschluss für den Wettbewerb, an dem auch Amateure teilnehmen durften, war der 31. Dezember 1970. In der Jury saßen Komponisten, Musikwissenschaftler, Musikhochschuldirektoren, Rundfunk- und Fernsehschaffende sowie zehn aktive Sportler.
Am Samstag, dem 24. April 1971, fand die Endausscheidung zur Wahl der Olympia-Fanfare live im „Aktuellen Sportstudio“ des ZDF statt. Unter 719 Einsendungen waren sechs Komponisten für das Finale ausgewählt worden. Moderator Harry Valérien verkündete das Ergebnis: Das Stück des Hamburger Komponisten Herbert Rehbein, einem Weggefährten des bekannten Bandleaders Bert Kaempfert, hatte die meisten Stimmen erhalten und damit gewonnen. Die Studioversion der Olympia-Fanfare wurde vom Orchester des Bayerischen Rundfunks und Mitgliedern des Luftwaffenmusikkorps Neubiberg unter der Leitung von Willy Mattes aufgenommen und fand Verwendung als Erkennungsmelodie zum Beginn der Fernsehübertragungen des Deutschen Olympia-Zentrums (DOZ). Die Siegerehrungen nach den Wettkämpfen wurden jeweils ebenfalls durch die Olympia-Fanfare angekündigt.
Kurt Edelhagen, der Leiter der Big Band des Westdeutschen Rundfunks, hatte auf Willi Daumes Anfrage, ob er Lust habe, die Musik zur Eröffnungsfeier zu machen, sofort zugesagt. Als Verantwortlicher für Idee, Gestaltung und Produktion wählte er Volksmusikstücke aus allen Erdteilen und ließ sie von den drei Arrangeuren Peter Herbolzheimer, Dieter Reith und Jerry van Rooyen zu einer originellen Mischung aus Folklore und Swing aufpeppen. Eineinhalb Jahre Arbeit steckten Kapellmeister Edelhagen und sein Team in die 90-minütige Festmusik.
Ein halbes Jahr vor den Spielen hatte man sich für die Playback-Variante entschieden, da die Arrangements mit teilweise aus Museen entliehenen alten Instrumenten beim besten Willen nicht für eine Live-Performance geeignet waren. Live zu hören waren nur die Trommler: Vier Schlagzeuger saßen mit hochempfindlichen Kopfhörern im engen Interviewstudio des Olympiastadions und schlugen den Einmarschrhythmus, wenn der Ton von einem Arrangement zum anderen wechselte, um Übergänge zu kaschieren.
Zusätzlich zu der Musik von Kurt Edelhagen wurde auch eine Single von Bert Kaempfert veröffentlicht, deren Titel von Herbert Rehbein komponiert wurden: Olympia 1972 – Munich Fanfare (2:45) und Olympia 1972 – Under The Olympic Sign (2:50), veröffentlicht in Stereo auf Polydor 2001 247.
Die olympische Hymne wurde erstmals in der Geschichte der Olympischen Spiele nur instrumental aufgeführt, üblich war bis dahin ein Chor.
Der Knabenkapelle Dachau wurde die Teilnahme an den Eröffnungsfeiern der Olympischen Spiele verwehrt. Die Manager der Olympischen Spiele von München bestellten erst für ihre große Völkerverständigung die Posaunentöne auch bei dem Dachauer Kinderverein, schlossen sie dann jedoch vom Einmarsch ins Stadion aufgrund der Vergangenheit der Stadt Dachau im Zweiten Weltkrieg aus.